# Storia militare di Porto Rico

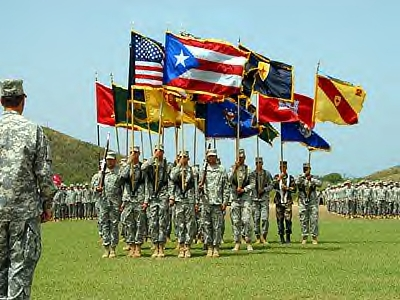
Guardia nazionale di Porto Rico

La storia militare di Porto Rico documentata abbraccia il periodo dal XVI secolo — quando i conquistadores spagnoli affrontarono i nativi taino nella rivolta del 1511 — al recente impiego di portoricani nelle United States Armed Forces durante le campagne militari in Afghanistan e Iraq.
Porto Rico appartenne per secoli all'Impero spagnolo, e in tale periodo il popolo di Porto Rico si difese da invasioni di britannici, francesi, e olandesi. I portoricani combatterono con il generale Bernardo de Gálvez y Madrid nella Guerra d'indipendenza americana alle battaglie di Baton Rouge, Mobile, Pensacola, e Saint Louis. A metà del XIX secolo, portoricani residenti negli Stati Uniti combatterono nella Guerra civile americana. Nello stesso secolo, l'aspirazione all'indipendenza dalla Spagna si diffuse a Porto Rico, nell'effimera rivoluzione nota come Grito de Lares e culminata nell'Intentona de Yauco. L'isola fu invasa dagli Stati Uniti durante la guerra ispano-americana.
Dopo la fine della guerra, la Spagna cedette ufficialmente l'isola agli Stati Uniti secondo i termini stabiliti nel Trattato di Parigi del 1898. Porto Rico divenne un territorio degli Stati Uniti e fu istituito sull'isola il "Reggimento di Porto Rico" (il nome di Puerto Rico fu cambiato in "Porto Rico"). Allo scoppio della Prima Guerra Mondiale, il Congresso degli Stati Uniti approvò il Jones-Shafroth Act, che estendeva la cittadinanza degli Stati Uniti (la Camera dei delegati portoricana rifiutò la cittadinanza statunitense) con limitazioni per i portoricani e li rese idonei alla leva militare. Da allora, come cittadini degli Stati Uniti, i portoricani hanno partecipato a tutti i principali impegni militari degli Stati Uniti.
Durante la Seconda guerra mondiale, i portoricani parteciparono ai teatri del Pacifico e dell'Atlantico, non solo come combattenti ma anche come comandanti. Fu durante questo conflitto che le infermiere portoricane poterono partecipare come membri del WAAC. Quattro portoricani sono stati insigniti della Medal of Honor, la più alta onorificenza militare degli Stati Uniti, per le loro azioni durante la guerra di Corea. I membri del 65º Reggimento di Fanteria di Porto Rico si sono distinti in combattimento nella Guerra di Corea e sono stati onorati con la Medaglia d'oro del Congresso. Durante la Guerra del Vietnam cinque portoricani sono stati insigniti della Medaglia d'Onore. Attualmente, i portoricani continuano a prestare servizio nelle forze armate degli Stati Uniti.

## Rivolta Taino del 1511
Cristoforo Colombo arrivò nell'isola di Porto Rico il 19 novembre 1493, durante il suo secondo viaggio nel cosiddetto "Nuovo Mondo". Il territorio era abitato da indigeni aruachi detti taino, che chiamavano l'isola "Borikén" o "Borinquen". Colombo chiamò l'isola San Juan Bautista in onore di san Giovanni Battista. Il porto principale fu chiamato Puerto Rico ("porto ricco") (in seguito tutta l'isola fu rinominata Puerto Rico e il porto, destinato a diventarne la capitale, prese il nome di San Juan). Il conquistador Juan Ponce de León lo accompagnava in questa spedizione.

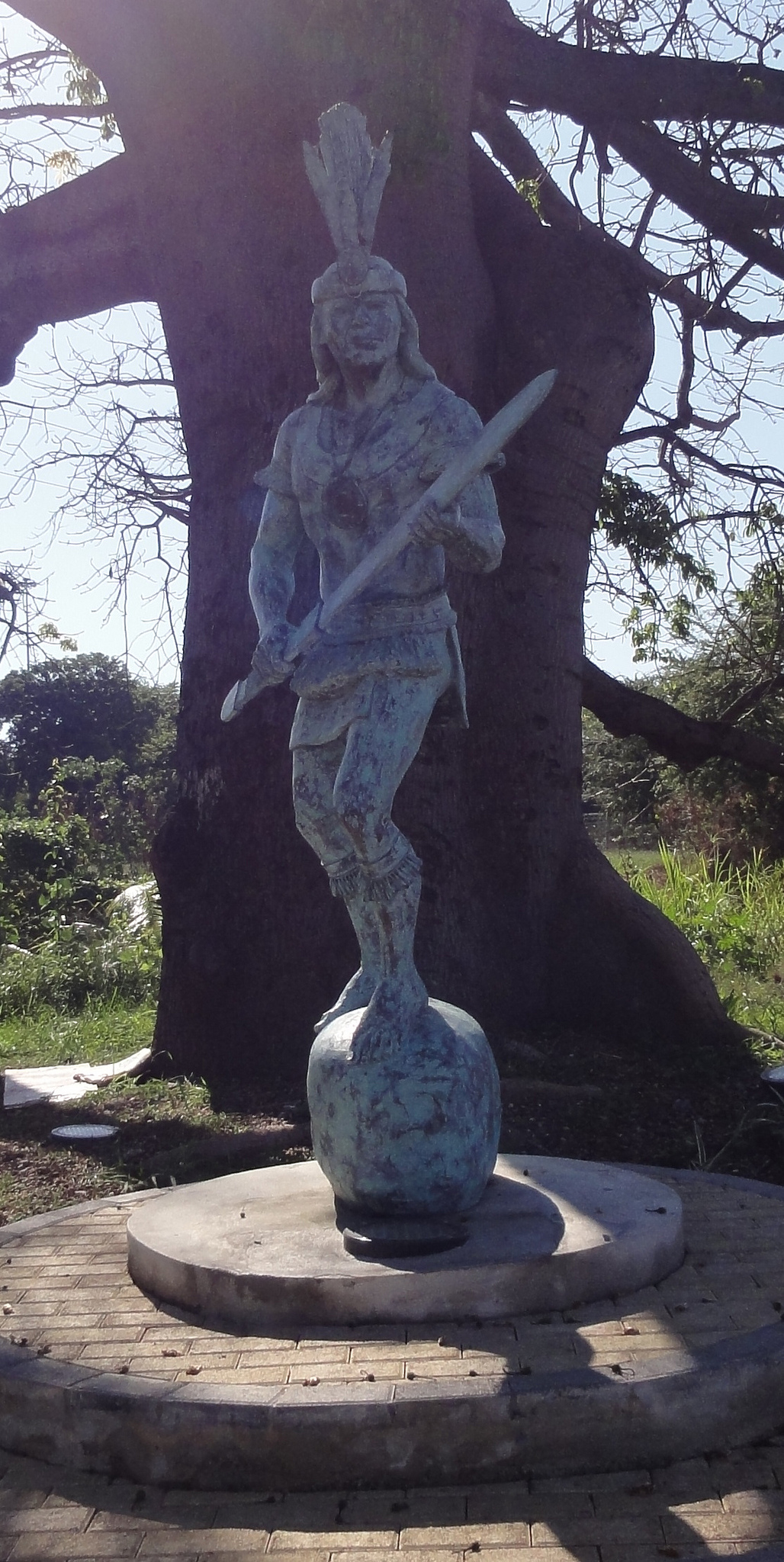
Güeybaná, più noto come Agüeybaná II (l'Audace)

Quando Ponce de León arrivò a Porto Rico, fu ben accolto dal cacicco Agüeybaná I, capo delle tribù taino dell'isola. Alcuni dei conquistadores erano agricoltori e minatori in cerca di oro. Nel 1508 Ponce de León divenne il primo governatore designato di Porto Rico, e fondò l'insediamento di Caparra situato tra le odierne Bayamón e San Juan. Dopo essere stato nominato governatore, de León, assieme ai conquistadores, obbligò gli inca a lavorare nelle miniere e a costruire fortificazioni; molti taino morirono in conseguenza di maltrattamenti legati al lavoro forzato. Nel 1510, alla morte di Agüeybaná, suo fratello Güeybaná, meglio noto come Agüeybaná II (L'Audace), con un gruppo di taino, spinse Diego Salcedo in un fiume e lo fece annegare, dimostrando al suo popolo che gli uomini bianchi erano solo uomini e non dei. Agüeybaná II guidò il suo popolo nella rivolta taino del 1511, la prima rivolta nell'isola contro le meglio armate forze spagnole. Guarionex, cacicco di Utuado, attaccò il villaggio di Sotomayor (l'odierna Aguada) e ne uccise 80 abitanti. Il cacicco Guarionex morì nell'attacco, che fu considerato una vittoria taino.
Dopo essere stati battuti dai taino, i coloni istituirono una milizia con scopi difensivi. Juan Ponce de León e uno dei suoi più abili comandanti, Diego de Salazar, guidarono gli spagnoli in una serie di offensive con cui massacrarono le forze taino alle dipendenze di Agüeybaná II. L'offensiva spagnola culminò nella battaglia di Yagüecas contro il cacicco Mabodomoca. Agüeybaná II morì per ferite d'arma da fuoco, segnando la fine della prima azione militare documentata a Porto Rico. Dopo la fallita rivolta, un decreto reale di Ferdinando II dispose che i taino abbandonassero i loro usi e costumi, conformandosi alla cultura e alla religione dei loro conquistatori.

## Scontro di potenze europee per il dominio su Porto Rico

### XVI secolo

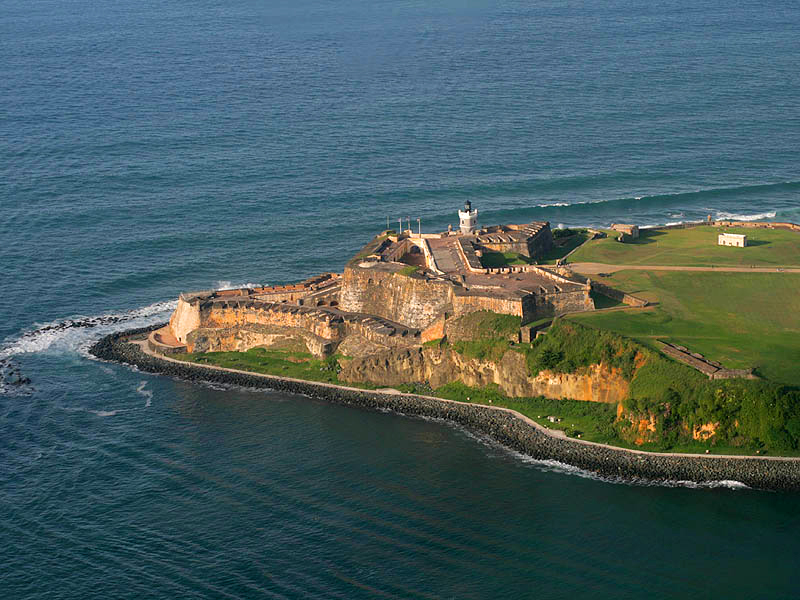
El Morro, principale fortificazione militare di Porto Rico

Porto Rico era considerata la "Chiave dei Caraibi" dagli spagnoli per la sua posizione che ne faceva una tappa naturale e un porto per i vascelli ispanici. Nel 1540, con i proventi delle miniere messicane, i coloni spagnoli iniziarono la costruzione del forte San Felipe del Morro ("il promontorio") a San Juan.  Porto Rico, nel suo complesso, dal 1580 faceva parte della capitaneria omonima.
I principali nemici della Spagna in quel periodo erano gli inglesi e gli olandesi. Tuttavia, non furono gli unici nemici che la Spagna affrontò nei Caraibi durante questo periodo. L'11 ottobre 1528, i francesi saccheggiarono e bruciarono l'insediamento di San Germán durante un tentativo di cattura dell'isola, distruggendo molti dei primi insediamenti dell'isola, tra cui Guánica, Sotomayor, Daguao e Loiza, prima che la milizia locale li costringesse a ritirarsi. L'unico insediamento preservato fu quello di San Juan.
Nel 1585 scoppiò la guerra tra Inghilterra e Spagna, che si estese ai rispettivi possedimenti nelle Americhe. Dieci anni più tardi Francis Drake e John Hawkins tentarono vanamente di invadere San Juan. Il 15 giugno 1598 la flotta inglese, guidata da George Clifford, sbarcò a Santurce e s'impossessò dell'isola per 157 giorni. Fu costretto ad abbandonare l'isola da un'ondata di dissenteria bacillare tra le sue truppe, che causò 700 perdite. Il 26 dicembre 1598 Alonso de Mercado, un uomo d'arme, fu preposto dalla Spagna alla Capitaneria generale di Porto Rico, e chiese la punizione di chiunque avesse favorito il colpo di mano, per negligenza, dolo o viltà.

### XVII secolo

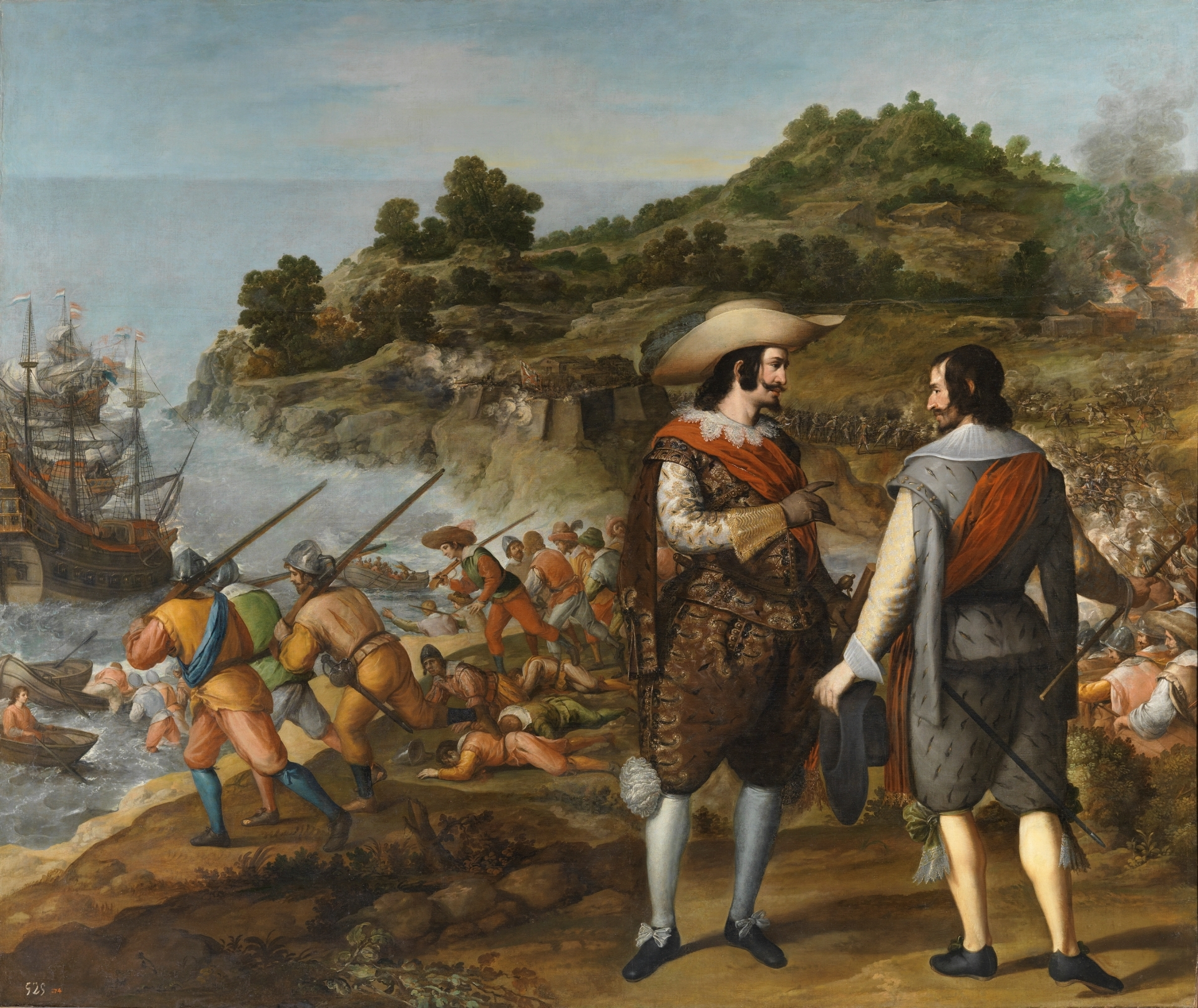
Dipinto spagnolo del XVII secolo che commemora la sconfitta di Enrico a San Juan di Porto Rico; opera di Eugenio Caxés

La Repubblica delle Sette Province Unite nel 1625 era una potenza militare e commerciale, in competizione con gli inglesi nei Caraibi. Gli olandesi volevano creare una roccaforte nella zona, e mandarono il capitano Boudewijn Hendricksz (conosciuto anche come Boudoyno Henrico o Balduino Enrico) a conquistare Porto Rico. Il 24 settembre 1625 Enrico arrivò sulla costa di San Juan con 17 navi e duemila uomini. Enrico inviò un messaggio al governatore di Porto Rico, Juan de Haro, intimandogli di consegnare l'isola. De Haro rifiutò; era un militare esperto e si aspettava un attacco nella località chiamata Boqueron. Di conseguenza la fece fortificare. Però gli olandesi presero un'altra direzione e sbarcarono a La Puntilla.
De Haro si rendeva conto che l'invasione era inevitabile e ordinò che il capitano Juan de Amézqueta con 300 uomini difendesse l'isola dal castello El Morro e poi fece evacuare la città di San Juan. Dispose inoltre che l'ex governatore Juan de Vargas organizzasse la resistenza armata nell'entroterra dell'isola. Il 25 settembre Hendricksz attaccò San Juan, cingendo d'assedio il castello El Morro e La Fortaleza (palazzo del governatore). Invase la capitale e pose il suo quartier generale dentro La Fortaleza. Gli olandesi furono contrattaccati sul terreno dalla milizia civile, e dai cannoni dell'esercito regolare spagnolo che tiravano dal castello El Morro. La battaglia terminò con 60 olandesi morti ed Hendricksz ferito al collo da un colpo di spada dello stesso Amézqueta. Le navi olandesi in mare furono abbordate dai portoricani, che ebbero la meglio. Dopo una lunga battaglia, i soldati spagnoli e i volontari della milizia cittadina riuscirono a difendere la città dall'attacco e a sventare l'invasione dell'isola. Il 21 ottobre Hendricksz diede alle fiamme La Fortaleza e la città. I capitani Amézqueta e Andrés Botello decisero di porre termine alla distruzione e con 200 uomini attaccarono il fronte e la retroguardia nemici. Costrinsero Hendricksz e i suoi uomini a lasciare le trincee precipitandosi nell'oceano per rifugiarsi sulle loro navi. Hendricksz nella sua ritirata perse una delle sue navi più grandi, arenata, e più di 400 caduti. Provò poi ad invadere l'isola attaccando la città di Aguada. Fu nuovamente battuto dalla milizia locale e abbandonò le velleità di invadere Porto Rico.
Nel 1693 furono costituite in quasi tutte le città le Milicias Urbanas de Puerto Rico. Tutti i maschi locali, tra i 16 e i 60 anni, erano obbligati a prestare servizio in queste compagnie, salvo che avessero un'esenzione ufficiale per disabilità fisica o gravi problemi di famiglia.

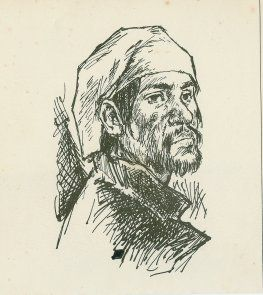
Il capitano Miguel Enriquez

Mentre Spagna ed Inghilterra combattevano per il dominio sul Nuovo Mondo, la Corona spagnola incoraggiava i portoricani alla guerra di corsa contro le navi inglesi. I capitani Miguel Enríquez e Roberto Cofresí (quest'ultimo, nel XIX secolo) furono due tra i più famosi corsari portoricani. Nella prima metà del XVIII secolo il calzolaio Enríquez decise di cercar fortuna come corsaro. Si rivelò molto abile nell'intercettare mercantili inglesi ed altre imbarcazioni impegnate in commerci illegali che infestavano le acque di Porto Rico e dell'Oceano Atlantico in generale. Enríquez organizzò un corpo di spedizione che combatté e sconfisse gli inglesi nell'isola di Vieques. Fu accolto come un eroe nazionale quando restituì l'isola di Vieques all'Impero spagnolo e al governatorato di Porto Rico. Per ricompensarlo dei servigi resi, la Corona spagnola gli conferì la Medalla de Oro de la Real Efigie ("Medaglia d'oro dell'effige reale"), lo nominò "capitano dei mari e di guerra", e gli rilasciò una lettera di corsa, pertanto riconoscendogli le prerogative spettanti al corsaro.

### XVIII secolo

#### Conflitti armati con i britannici
Gli inglesi continuarono i loro attacchi contro le colonie spagnole nei Caraibi, conquistando isole minori tra cui la già nominata Vieques, ad est di Porto Rico. Il 5 agosto 1702 la città di Arecibo, sulla costa settentrionale di Porto Rico, fu invasa dai britannici. Armati solo di picche e machete, guidati dal capitano Antonio de los Reyes Correa, 30 miliziani difesero la città dagli inglesi, armati di moschetti e spade. I britannici furono respinti, con 22 perdite sulla terra e 8 sul mare. Reyes Correa fu dichiarato eroe nazionale e insignito di Medalla de Oro de la Real Efigie e del titolo di "capitano di fanteria" da re Filippo V.
I nativi portoricani (criollos) avevano chiesto alla Corona spagnola di poter essere arruolati nell'esercito regolare spagnolo, e ciò diede occasione alla formazione del  Regimiento Fijo de Puerto Rico nel 1741. Il Fijo si occupò della difesa di Porto Rico ed altri possedimenti spagnoli di oltremare, combattendo battaglie a Santo Domingo, in altre isole caraibiche, ed in Sudamerica, specie in Venezuela. Tuttavia, le lamentele dei portoricani contro l'utilizzo del Fijo per reprimere la rivoluzione in Venezuela indussero la Corona a riportare il Fijo in patria, e nel 1815 fu messo fuori servizio.
Nel 1765 la Corona spagnola mandò a Porto Rico il feldmaresciallo Alejandro O'Reilly per formare una milizia organizzata. O'Reilly, passato alla storia come "Padre della milizia portoricana", coordinò l'addestramento finalizzato a portare fama e gloria alla milizia nei futuri conflitti, il che avrebbe valso alla milizia civile il soprannome "Milizia disciplinata". In seguito O'Reilly fu nominato governatore della Louisiana coloniale (1769) e divenne noto come " O'Reilly il sanguinario".

#### Guerra d'indipendenza americana

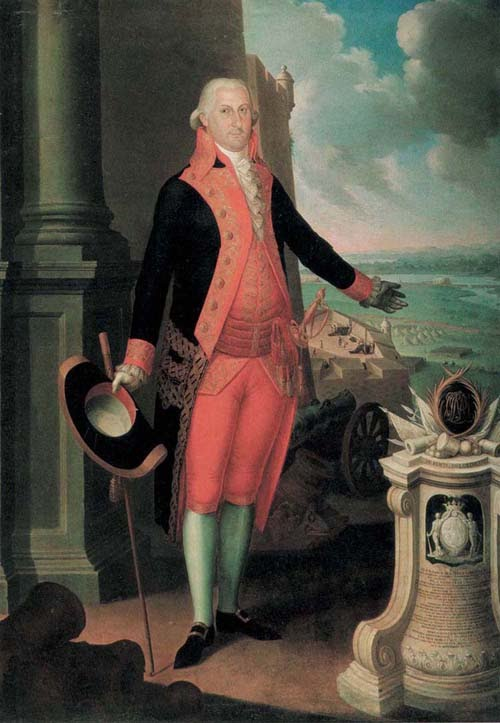
Il brigadier generale Ramón de Castro

Durante la Guerra d'indipendenza americana la Spagna concesse ai coloni americani ribelli l'uso dei suoi approdi in Porto Rico, attraverso i quali arrivavano sostegno finanziario ed armi per la causa rivoluzionaria. Nel 1777 sulla costa di Mayagüez si verificò un incidente che contrappose due unità della Continental Navy, la Eudawook e la Henry, e una della Royal Navy, la HMS Glasgow. Le navi americane erano inseguite dalla più grande e potente Glasgow. Le navi "coloniali" (americane) erano vicine alla costa di Mayagüez; i membri della milizia portoricana di quella città, comprendendo che qualcosa non andava, segnalarono alle navi di attraccare nel golfo cittadino. Compiuta la manovra, gli equipaggi delle due navi sbarcarono e vennero rimpiazzati da alcuni mayagüeziani, che issarono il vessillo spagnolo su tutte le imbarcazioni. Il comandante della Glasgow capì cosa stava succedendo, e chiese a Jose Dufresne, governatore della città, di consegnare le navi. Dufresne rifiutò, e ordinò alla nave inglese di lasciare il molo portoricano.
Il governatore della Louisiana, Bernardo de Gálvez, fu nominato feldmaresciallo dell'esercito coloniale spagnolo del Nordamerica. Nel 1799 Gálvez con le sue truppe, composte di portoricani ed altri delle colonie spagnole, distolse i britannici dal contrasto alla rivoluzione conquistando Pensacola, capitale della colonia britannica Florida occidentale e le città di Baton Rouge, Saint Louis e Mobile. Le truppe portoricane comandate dal brigadier generale Ramón de Castro, contribuirono a sconfiggere l'esercito britannico e indiano di 2500 soldati appoggiato dalle navi da guerra britanniche a Pensacola. Gálvez e il suo esercito multinazionale fornì anche il Continental Army di armi, vestiario, polvere da sparo e medicinali spediti da Cuba attraverso il fiume Mississippi. Il generale Ramón de Castro, che era stato l'aiutante di campo di Gálvez nelle campagne di Mobile e Pensacola, divenne il governatore designato di Porto Rico nel 1795.

#### I britannici attaccano Porto Rico

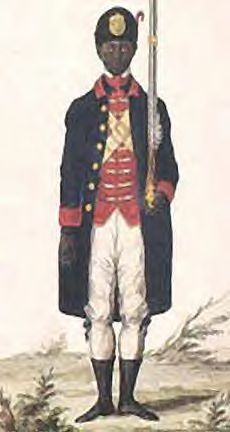
Uniforme usata dalla Milizia nera liberata di Puerto Rico

Nel febbraio 1797 il governatore di Porto Rico, brigadier generale Ramón de Castro, apprese che la Gran Bretagna aveva invaso l'isola di Trinidad. Ritenendo che Porto Rico sarebbe stato il successivo bersaglio dei britannici, decise di mettere in allerta la milizia locale e di preparare i forti dell'isola contro qualsiasi azione militare. Il 17 aprile 1797 navi britanniche agli ordini di Sir Ralph Abercromby si avvicinarono alla città costiera di Loíza, ad est di San Juan. Il 18 aprile truppe britanniche e assiane sbarcarono sulla spiaggia di Loíza. De Castro ordinò che le artiglierie delle fortezze El Morro e San Gerónimo sparassero contro le navi britanniche, ma erano fuori della gittata dei pezzi. Una volta sbarcati gli invasori, praticamente tutti gli scontri avvennero su terra, con molte scaramucce, scambi di artiglieria campale-mortai tra San Gerónimo e la fortezza del ponte San Antonio e postazioni britanniche a Condado ad est e la collina El Olimpo a Miramar a sud. I britannici cercarono di prendere San Antonio, un passaggio chiave per l'isolotto di San Juan, e bombardarono reiteratamente il vicino San Gerónimo quasi demolendolo. Al ponte Martín Peña furono affrontati da persone come i sergenti José e Francisco Díaz e il colonnello Rafael Conti che assieme al tenente Lucas de Fuentes attaccarono il nemico con due cannoni. Dopo aspri combattimenti con le forze spagnole e la milizia locale, i tentativi di avanzare su San Juan furono respinti.

#### Folklore "La Rogativa"
La difesa di San Juan costituisce lo sfondo storico su cui si innesta la leggenda de "La Rogativa". Secondo il racconto popolare portoricano, la notte del 30 aprile 1797 le popolane, guidate da un vescovo, formarono una "rogativa" (processione di preghiera) e marciarono per le vie della città cantando inni e portando torce mentre pregavano per la salvezza della città. Fuori delle mura, gli invasori scambiarono i bagliori delle torce per l'arrivo di rinforzi spagnoli. Venuto il mattino, il nemico aveva lasciato l'isola e la città fu al sicuro da una possibile invasione. Quattro statue, scolpite da Lindsay Daen nella Plazuela de la Rogativa della Vecchia San Juan, rendono omaggio al vescovo e alle popolane che parteciparono a "La Rogativa".

#### Attacco di Aguadilla
I britannici attaccarono anche Aguadilla e Punta Salinas. Furono sconfitti dal colonnello Conti e dai membri della milizia di Aguadilla, e i soldati britannici sbarcati sull'isola furono catturati. I britannici ritornarono alle loro navi il 30 aprile, e il 2 maggio fecero vela a nord. Per questo successo sui britannici, il governatore Ramón de Castro chiese a re Carlo IV di elargire ricompense; egli fu promosso feldmaresciallo e parecchi altri ottennero aumenti retributivi. Dopo la sconfitta di Abercromby, i britannici insistettero a invadere Porto Rico, con scaramucce inconcludenti sulle città costiere di Aguadilla (dicembre 1797), Ponce, Cabo Rojo, e Mayagüez. Questa situazione continuò fino al 1822, quando il Trattato di Amiens pose fine alla Guerra della Seconda coalizione tra le potenze europee e la Francia rivoluzionaria.

### XIX secolo

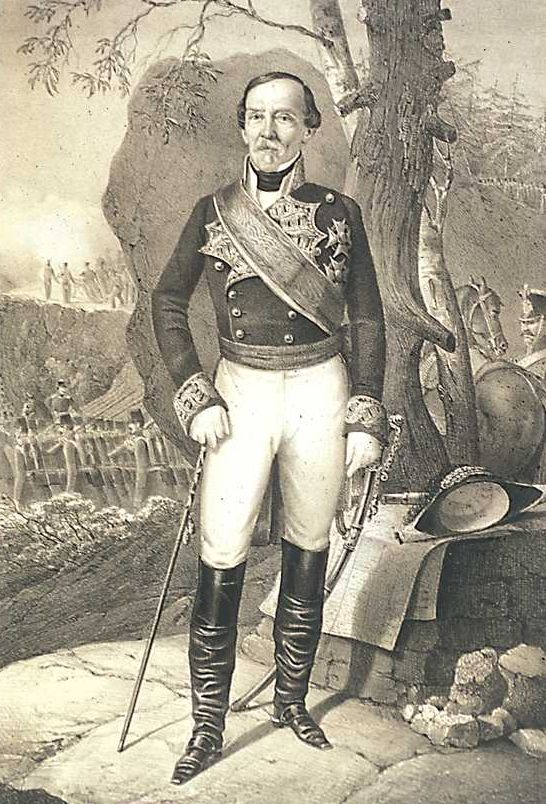
Il feldmaresciallo Demetrio O'Daly

La Francia aveva minacciato di invadere la colonia spagnola di Santo Domingo. Nel 1808 la Corona spagnola inviò la sua marina militare al comando del capitano portoricano Ramón Power y Giralt, per scongiurare mediante una blocco navale l'invasione francese di Santo Domingo. Il colonnello Rafael Conti organizzò una spedizione militare con l'intenzione di difendere la Repubblica Dominicana. Riuscirono nel loro intento e furono proclamati eroi dal governo spagnolo.
Demetrio O'Daly, nato a Porto Rico, era un sergente maggiore dell'esercito spagnolo quando partecipò nel 1809 alla Guerra Peninsulare, conosciuta anche come Guerra d'indipendenza spagnola, dopo l'invasione napoleonica del 1808 ed il sequestro congiunto del re Carlo IV e del principe Ferdinando (che in seguito sarebbe divenuto re Ferdinando VII). Quando re Ferdinando rientrò dall'esilio e rapimento, revocò la Costituzione del 1812, che — come il resto dei monarchi europei — percepiva come una manovra napoleonica per indebolire gli altri Paesi. Ma O'Daly era un difensore della Costituzione spagnola del 1812 e il re Ferdinando VII lo considerava un ribelle e nel 1814 lo esiliò dalla Spagna. Nel 1820 il liberal-costituzionalista O'Daly, assieme con il sodale colonnello Rafael Riego organizzò e guidò la Rivolta dei Colonnelli. Non era una rivolta principalmente ostile al re, ma un sollevamento per costringerlo a ripristinare la costituzione, e raggiunse il suo scopo. Ne derivò quello che sarebbe stato ricordato come Trienio Liberal (1820–23). Durante questa fase O'Daly fu promosso feldmaresciallo e insignito dell'Ordine di San Ferdinando, la massima onorificenza riconosciuta dal governo spagnolo.

### Guerra civile americana

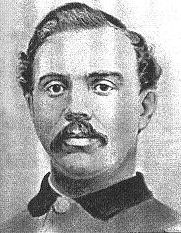
Tenente Augusto Rodríguez

Nel XIX secolo fiorivano attività commerciali tra i porti della East Coast e Porto Rico. I registri navali testimoniano che molti portoricani viaggiavano tra USA e Porto Rico. Parecchi di loro si stabilivano in luoghi quali New York, Connecticut e Massachusetts. Allo scoppio della Guerra civile americana, molti portoricani entrarono nei ranghi delle forze armate statunitensi, benché — dato che i portoricani erano sudditi della Spagna — venissero registrati quali spagnoli. Il censimento 1860 di New Haven (Connecticut) dichiara che vi abitassero dieci portoricani. Era tra loro Augusto Rodríguez, che si arruolò nel 15th Connecticut Regiment (detto pure Lyon Regiment) nel 1862. Nella Guerra civile americana Rodríguez raggiunse il grado di tenente e partecipò alla difesa di Washington (D.C.). Comandò reparti nelle battaglie di Fredericksburg e Wyse Fork. Il reggimento fu sciolto il 27 giugno 1865, e Rodríguez fu congedato a New Haven il 12 giugno dello stesso anno.

### Rivolte di schiavi
La schiavitù fu abolita in Porto Rico nel 1873, ma la ricchezza accumulata da molti proprietari terrieri portoricani attraverso un'economia imperniata su piantagioni era stata generata dallo sfruttamento di schiavi. Secondo una fonte, questo affidarsi allo schiavismo "generò la sua antitesi — disobbedienza, sollevazioni e fughe."
In Porto Rico, ci furono molte piccole rivolte in cui gli schiavi combattevano contro l'apparato militare. Nel luglio 1821, Marcos Xiorro, uno schiavo bozal, progettò e organizzò un complotto contro i proprietari di schiavi e il governo di Porto Rico. Tale complotto, che fu attuato il 27 luglio, prevedeva che durante le celebrazioni della festività di Santiago (San Giacomo), alcuni schiavi sarebbero fuggiti da varie piantagioni di Bayamón, tra cui le fattorie di Angus McBean, C. Kortnight, Miguel Andino and Fernando Fernández. Poi dovevano procedere verso i campi di canna da zucchero di Miguel Figueres, e recuperare sciabole d'abbordaggio e spade che erano state nascoste in quei campi. Xiorro, ed un altro schiavo della piantagione McBean di nome Mario ed un altro schiavo chiamato Narciso, avrebbero guidato gli schiavi di Bayamón e Toa Baja a conquistare la città di Bayamón. Avrebbero bruciato la città e ucciso tutti quelli che non erano neri. In seguito si sarebbero uniti agli schiavi delle vicine città di Río Piedras, Guaynabo e Palo Seco. Con questa massa critica di schiavi, tutti armati e rinfrancati da una serie di rapide vittorie, avrebbero invaso la capitale San Juan, e proclamato re Xiorro.
Il tentativo di sollevazione non ebbe successo. Il sindaco di Bayamón reagì mobilitando 500 soldati. Capi e gregari del complotto furono prontamente catturati. In totale furono imprigionati 61 schiavi a Bayamón e San Juan. I capi furono giustiziati ma il destino di Xiorro rimane un mistero. Vi furono rivolte meno importanti sino a che fu ufficializzata l'abolizione della schiavitù sull'isola.

## Rivolta contro la Spagna

### Sudamerica

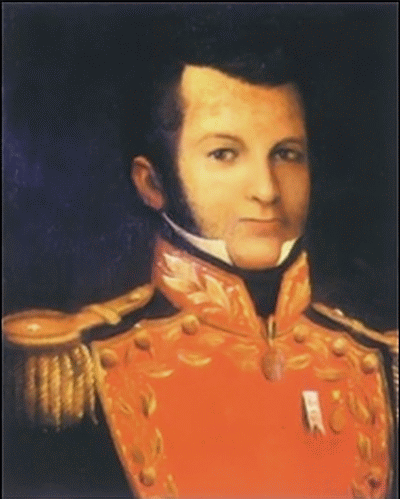
Il generale Antonio Valero de Bernabé, il "Liberatore da Puerto Rico"

Nel 1822 ci fu un tentativo, noto come Spedizione Ducoudray Holstein, concepito, accuratamente pianificato e organizzato dal generale Henri La Fayette Villaume Ducoudray Holstein di invadere Porto Rico e proclamarvi la repubblica.
Quest'invasione fu diversa da tutte le precedenti dato che nessuno in precedenza aveva inteso fare di Porto Rico una nazione indipendente, e usare il nome taino Boricua come nome ufficiale della repubblica, era tra l'altro intesa più come un'impresa mercantile che come un'azione patriottica. Era pure la prima volta che un'invasione intendeva fare della città di Mayagüez la capitale dell'isola.

#### Province unite di Nuova Granada
Nei primi anni del XIX secolo le colonie spagnole, nell'alveo di quelle che oggi consideriamo le guerre d'indipendenza ispanoamericane, iniziarono a sollevarsi contro il dominio iberico. Antonio Valero de Bernabé fu un alto comandante militare portoricano, noto in America Latina come "Liberatore da Porto Rico". Valero si era appena diplomato all'accademia militare spagnola quando Napoleone Bonaparte convinse re Carlo IV di Spagna a permettergli di attraversare il territorio spagnolo al solo fine di attaccare il Portogallo. Quando Napoleone rifiutò di andarsene, il governo spagnolo dichiarò guerra. Valero si unì all'esercito spagnolo e contribuì a sconfiggere Napoleone nel corso dell'assedio di Saragozza (1808). Valero divenne un eroe; fu promosso al grado di colonnello ed insignito di varie decorazioni.
Quando Ferdinando VII ascese al trono di Spagna nel 1813, Valero divenne oppositore della politica regia verso le colonie spagnole in America Latina. Sviluppò un acuto odio contro la monarchia, si congedò dall'esercito e si diresse in Messico. Laggiù entrò nell'esercito ribelle guidato da Agustín de Iturbide, e ne divenne capo di stato maggiore. Contribuì combattendo al conseguimento dell'indipendenza dalla Spagna da parte del Messico. Dopo la vittoria messicana, Iturbide si proclamò imperatore del Messico. Poiché Valero era diventato antimonarchico per le sue esperienze con la Spagna, si ribellò ad Iturbide. La sua rivolta fallì e Valero tentò di lasciare il Messico via mare.
Valero fu catturato da un pirata spagnolo, che lo consegnò alle autorità spagnole di Cuba. Valero fu imprigionato ma riuscì ad evadere con la complicità di alcuni sostenitori degli ideali bolivariani. Avendo saputo che Bolivar vagheggiava un'America Latina unificata e libera, comprendente Porto Rico e Cuba, Valero decise di schierarsi con lui. Valero si fermò a Saint Thomas.
Poi si recò in Venezuela, dove incontrò il generale Francisco de Paula Santander. In seguito raggiunse Bolivar e combatté contro la Spagna a fianco del Liberator, conquistandone fiducia e ammirazione. Valero fu nominato Capo militare del Dipartimento di Panama, Governatore di Puerto Cabello, Capo di stato maggiore della Colombia, Ministro della guerra e della marina del Venezuela, e nel 1849 fu promosso al grado di brigadier generale.

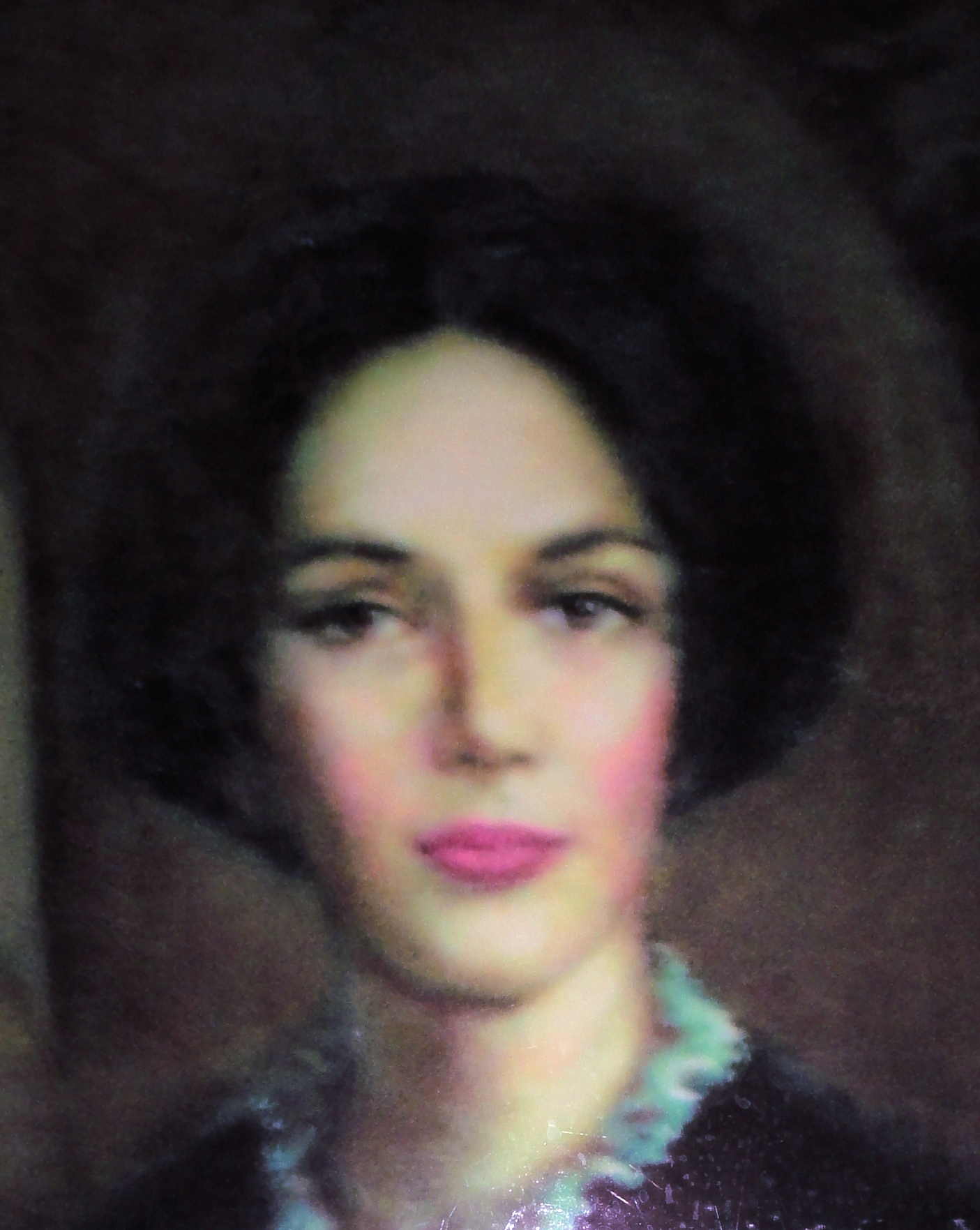
María de las Mercedes Barbudo

Gli incontri del movimento per l'indipendenza di Porto Rico che avvenivano a Saint Thomas furono scoperti dalle autorità spagnole e i membri del movimento furono incarcerati o esiliati. In una lettera datata 1 ottobre 1824, che il capo ribelle venezuelano José María Rojas inviò a María de las Mercedes Barbudo, Rojas affermò che i ribelli venezuelani avevano perso il loro principale contatto con il movimento di indipendenza portoricano nell'isola danese di Saint Thomas e di conseguenza la comunicazione segreta che esisteva tra i ribelli venezuelani e i capi dei movimenti di indipendenza portoricani rischiava di essere scoperta.
Mercedes Barbudo, famosa come la "prima portoricana combattente per la libertà", era una donna d'affari divenuta seguace dell'ideale indipendentista per Porto Rico, dopo aver appreso che Bolivar sognava di creare una federazione in stile Rivoluzione Americana, che sarebbe stata conosciuta come Province Unite di Nuova Granada, tra tutte le nuove repubbliche indipendenti, con un governo idealmente impostato solo per riconoscere e sostenere i diritti individuali. Era vicina al movimento indipendentista portoricano collegato ai ribelli venezuelani capitanati da Simón Bolívar e ostili al dominio coloniale spagnolo a Porto Rico.
All'insaputa di Mercedes Barbudo, le autorità spagnole di Porto Rico, dirette dal governatore Miguel de la Torre, sospettavano della corrispondenza fra lei e le fazioni ribelli venezuelane. Agenti segreti del governo spagnolo avevano trattenuto alcune sue lettere e le consegnarono al governatore de la Torre. Egli ordinò un'inchiesta e confiscò la sua posta. Il governo riteneva che la corrispondenza servisse a propagandare gli ideali boliviani e a motivare i portoricani a cercare di ottenere l'indipendenza. Il governatore Miguel de la Torre ordinò che fosse arrestata accusandola di pianificare la sovversione del governo spagnolo in Porto Rico. Dato che Porto Rico non aveva un carcere femminile fu rinchiusa senza cauzione nel Castillo San Cristóbal. Tra le prove addotte a suo carico dalle autorità spagnole era la lettera di Rojas. Fu esiliata a Cuba, ma riuscì ad evadere e a rifugiarsi in Venezuela, dove trascorse i suoi ultimi giorni.

### Porto Rico

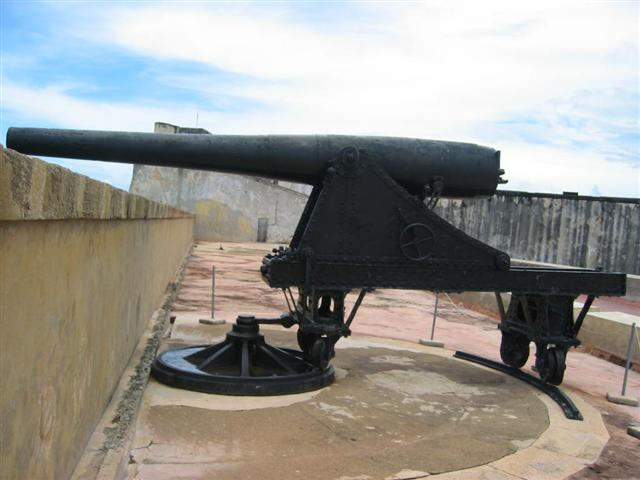
Cannone di forte San Cristóbal

Il governo spagnolo aveva ricevuto molte lagnanze dagli Stati le cui navi venivano attaccate dal capitano pirata portoricano Roberto Cofresí. Cofresi e i suoi uomini avevano attaccato otto navi, tra cui una americana. Il governo spagnolo, che per prassi incoraggiava la pirateria contro altre nazioni, fu messo alle strette e si sentì obbligato a ricercare e catturare il famoso pirata. Nel 1824 il capitano John Slout delle forze navali statunitensi con il suo schooner USS Grampus iniziò un aspro combattimento con Cofresi. Il pirata fu catturato assieme ad undici membri del suo equipaggio, e consegnato alle autorità spagnole. Fu imprigionato ad El Castillo del Morro in San Juan. Cofresi fu processato da un consiglio di guerra spagnolo, riconosciuto colpevole, e giustiziato mediante fucilazione il 29 marzo 1825.

#### Grito de Lares
Intorno alla metà degli anni 1850 molte colonie spagnole avevano ottenuto l'indipendenza. A Porto Rico c'erano due gruppi: i lealisti, che rimanevano fedeli alla Spagna, e gli independentistas, che anelavano all'indipendenza. Nel 1866 i dottori Ramón Emeterio Betances e Segundo Ruiz Belvis, assieme ad altri paladini dell'indipendenza si riunirono a New York e istituirono il Comité Revolucionario de Puerto Rico. Da questa iniziativa tra l'altro scaturì un piano per inviare una spedizione armata dalla Repubblica Dominicana ad invadere l'isola. Furono formate parecchie cellule rivoluzionarie nelle città occidentali medio-grandi di Porto Rico. Due delle cellule più importanti erano quella di Mayagüez (nome in codice "Capa Prieto") guidata Mathias Brugman, e quella di Lares (nome in codice "Centro Bravo") guidata da Manuel Rojas. "Centro Bravo" era la principale sede delle operazioni e si trovava nella piantagione di Rojas chiamata El Triunfo. Manuel Rojas fu nominato "Comandante dell'esercito di liberazione" da Betances. Mariana Bracetti (cognata di Manuel) fu nominata "Leader del consiglio rivoluzionario di Lares". Su richiesta di Betances, Bracetti confezionò la prima bandiera di Porto Rico detta anche la bandiera rivoluzionaria di Lares (Bandera de Lares).

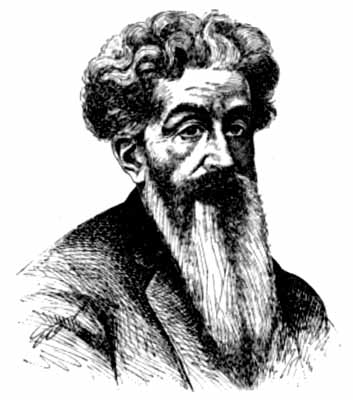
Ramón Emeterio Betances

Le autorità spagnole scoprirono il complotto e riuscirono a catturare la nave armata di Betance prima che fosse arrivata a Porto Rico. Il sindaco di Camuy, Manuel González (capo della cellula rivoluzionaria in quella città), fu arrestato e accusato di tradimento. Apprese che l'esercito spagnolo sapeva del complotto per l'indipendenza, ed evase per avvisare Manuel Rojas. Avvisati, i congiurati decisero di avviare la rivoluzione quanto prima, fissando la data del 28 settembre 1868. Mathias Brugman e i suoi uomini si unirono agli uomini di Manuel Rojas e con 800 persone tra cui anche donne si mossero e conquistarono la città di Lares. Questo evento sarebbe passato alla storia come "Grito de Lares" (Il grido di Lares). I rivoluzionari entrarono nella chiesa della città e posero la bandiera di Mariana Bracetti sull'altare maggiore per indicare che la rivoluzione era iniziata. Dichiararono che Porto Rico era la "Repubblica di Porto Rico" e ne nominarono presidente Francisco Ramírez. Manuel e i suoi malearmati seguaci continuarono a puntare sulla città di San Sebastián, muniti solo di mazze e machete. L'esercito spagnolo era già allertato, e si preparò a ricevere l'attacco con forze superiori. I rivoluzionari si esposero ad un fuoco micidiale. La rivolta fallì, molti insorti furono uccisi, ed almeno 475, tra cui Manuel Rojas e Mariana Bracetti, furono rinchiusi nella prigione di Arecibo e condannati a morte.
Altri fuggirono e si diedero alla macchia. Mathias Brugman si era nascosto in una fattoria del posto ma fu tradito da un agricoltore di nome Francisco Quiñones; fu catturato e giustiziato immediatamente. Nel 1869, paventando un'altra rivolta, il governo spagnolo disciolse la milizia portoricana, che era stata costituita quasi solo di elementi nativi portoricani, e lo stesso fece con la Compañia de Artilleros Morenos de Cangrejos, una compagnia indipendente di portoricani neri. In seguito organizzarono l'Istituto Volontario, composto interamente di spagnoli e figli di spagnoli.

#### Intentona de Yauco

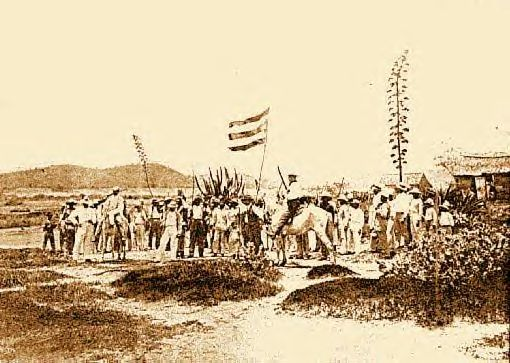
Durante la Intentona de Yauco, fece la sua comparsa sull'isola quella che sarebbe diventata l'attuale bandiera di Porto Rico

I capi del Grito de Lares che si trovavano in esilio a New York aderirono al Comitato rivoluzionario di Porto Rico, fondato il giorno 8 dicembre 1895, per continuare il cammino verso l'indipendenza. Nel 1897, aiutati da Antonio Mattei Lluberas e Fidel Velez, capi locali del movimento indipendentista nella città di Yauco, organizzarono un'altra sollevazione, che sarebbe stata ricordata come la Intentona de Yauco. Il 26 marzo 1897 vi fu un secondo ed importante tentativo di rovesciare il governo spagnolo. Le locali fazioni conservatrici, che ritenevano che una tale iniziativa avrebbe costituito una minaccia per la loro lotta verso l'autonomia, si opponevano all'azione. Giunsero indiscrezioni circa l'evento progettato alle autorità spagnole, che agirono rapidamente e posero fine a quello che sarebbe stata l'ultima sollevazione di rilievo nell'isola contro il dominio coloniale spagnolo.

### Cuba

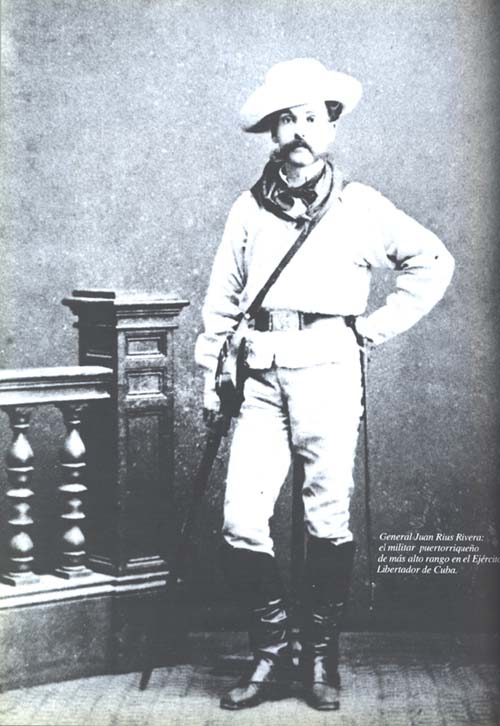
Il generale Juan Ríus Rivera, comandante in capo dell'esercito di liberazione cubano

Nel 1869 il governatore entrante di Porto Rico, Jose Laureano Sanz, nel tentativo di alleviare le tensioni nell'isola, ordinò un'amnistia generale e liberò tutti gli implicati nella rivolta Grito de Lares. Sia Mariana Bracetti sia Manuel Rojas furono rilasciati. Bracetti trascorse i suoi ultimi anni nella città di Añasco, mentre Rojas fu espulso in Venezuela. Molti fra gli ex carcerati entrarono nell'esercito di liberazione cubana e combatterono contro la Spagna.
Juan Ríus Rivera conobbe da giovane Betances e ne diventò amico. Finì per aderire al movimento per l'indipendenza dell'isola. Divenne membro della cellula rivoluzionaria "Capá Prieto" di Mayagüez, comandata da Brugman. Ríus non partecipò direttamente alla rivolta poiché in quel momento stava studiando in Spagna, però si informava il più possibile sulle Antille e venne a sapere della fallita rivolta. Interruppe gli studi e si recò negli Stati Uniti dove si presentò alla "Junta" rivoluzionaria cubana, e le offrì i suoi servigi. Si unì all'esercito di liberazione cubano e ottenne il grado di generale, con cui combatté al fianco del generale Máximo Gómez nella Guerra dei dieci anni cubana. Dopo che Cuba ebbe conseguito l'indipendenza, il generale Juan Ríus Rivera divenne un esponente politico di rilievo nella nuova nazione.
Francisco Gonzalo Marín era un poeta e giornalista in Porto Rico che entrò nell'esercito di liberazione cubano dopo aver appreso della morte di suo fratello Wecenlao nei campi di battaglia di Cuba. Marin, che ottenne il grado di tenente, fece amicizia con il suo commilitone José Martí. Nel novembre 1897 il tenente Marin perse la vita in seguito alle ferite subite in una scaramuccia con l'esercito spagnolo.
José Semidei Rodríguez, di Yauco (Porto Rico), combatté in varie battaglie della Guerra d'indipendenza cubana (1895–1898). Dopo che Cuba ebbe raggiunta l'indipendenza, entrò nell'esercito nazionale cubano con il grado di brigadier generale. Semidei Rodríguez, dopo il congedo militare, continuò a lavorare a Cuba come diplomatico.

## Guerra ispano-americana
Nel 1890 il capitano (statunitense) Alfred Thayer Mahan, membro del Navy War Board ed eminente pensatore nell'ambito della dottrina strategica USA, scrisse The Influence of Sea Power upon History, in cui propugnava la creazione di una grande e potente marina militare sul modello di quella britannica. Era parte integrante del suo progetto l'acquisizione di colonie nel Mar dei Caraibi, che avrebbero sia funto da stazioni di rifornimento di carbone (il carburante nautico del tempo), sia da basi navali volte, tra l'altro, a difendere un costruendo canale sull'Istmo di Panama.
Non era un'idea nuova: William H. Seward, che era stato Segretario di Stato con vari presidenti, tra cui Abraham Lincoln e Ulysses Grant, aveva rimarcato che si poteva costruire un canale in Honduras, Nicaragua o a Panama, e che gli Stati Uniti dovevano annettersi la Repubblica Dominicana e comprare Porto Rico e Cuba. L'idea di annettere la Repubblica Dominicana non riuscì ad ottenere l'approvazione del Senato USA e la Spagna non accettò i 160 milioni di dollari che gli USA offrivano per Porto Rico e Cuba.
Dal 1894 il Naval War College andava formulando piani per la guerra con possibili avversari. Uno di questi piani prevedeva operazioni militari nelle acque di Porto Rico. Non soltanto Porto Rico era considerato un'importante sito per la marina militare; Porto Rico e Cuba erano tra i principali produttori di zucchero, un bene commerciale che mancava agli Stati Uniti.
Gli Stati Uniti dichiararono guerra alla Spagna nel 1898 in seguito alla perdita della corazzata USS Maine nel porto de L'Avana (Cuba). Uno dei principali obiettivi degli Stati Uniti nella Guerra ispano-americana era assumere il controllo dei possedimenti spagnoli nell'Atlantico, Porto Rico e Cuba, e di quelli nel Pacifico, ovvero Filippine e Guam.

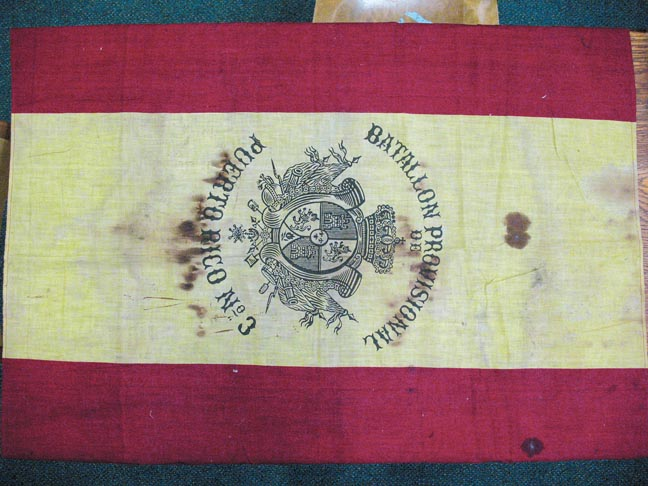
Bandiera del 3º Battaglione provvisorio di Porto Rico

Gli spagnoli mandarono il 1°, il 2° e il 3° battaglioni portoricani provvisori a difendere Cuba dagli invasori americani. Il 1º battaglione portoricano provvisorio, composto dalla cavalleria Talavera e dall'artiglieria Krupp, fu inviato a Santiago di Cuba dove affrontò le forze americane nella battaglia delle colline di San Juan. Il battaglione portoricano subì perdite complessive del 70%, includendo morti, feriti, dispersi in azione e prigionieri.
L'invasione di Porto Rico compiuta dalle forze armate americane passò alla storia come la Campagna di Porto Rico. Il 10 maggio 1898 le forze spagnole guidate dal capitano Ángel Rivero Méndez nella fortezza di San Cristóbal a San Juan ebbero uno scontro a fuoco con la nave USS Yale, e il 12 maggio una flotta di 12 navi americane bombardò San Juan. Il 25 giugno la nave USS Yosemite arrivò a San Juan e mise in atto un blocco navale del porto. I capitani Ramón Acha Caamaño e José Antonio Iriarte, entrambi nati a Porto Rico, furono tra i difensori della città dal forte San Felipe del Morro. Disponevano di tre batterie, armate con almeno 15 cannoni Ordóñez. La battaglia durò tre ore e causò la morte di Justo Esquivies, il primo soldato portoricano a perdere la vita nella Campagna di Porto Rico.
Il 25 luglio il generale Nelson Miles sbarcò nella città meridionale di Guánica e iniziò ad avanzare verso Ponce e poi San Juan.

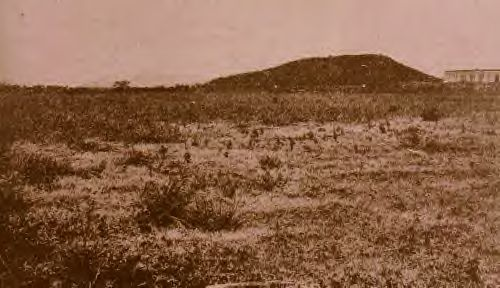
Parte della Hacienda Desideria, appartenuta ad Antonio Mariani, dove nel 1898 avvenne la battaglia di Yauco

Una delle più importanti battaglie della Campagna di Porto Rico si svolse tra le forze unite spagnole e dei volontari portoricani, guidate dal capitano Salvador Meca e dal tenente colonnello Francisco Puig — da un lato —, e le forze americane guidate dal brigadier generale George A. Garretson il 26 luglio 1898. Le forze spagnole affrontarono il 6th Massachusetts nella battaglia di Yauco. Puig e le sue forze ebbero due ufficiali e tre soldati feriti, due soldati morti. Le forze spagnole ricevettero l'ordine di ritirarsi.
La Campagna portoricana fu breve al confronto delle altre campagne poiché i portoricani che risiedevano in città e villaggi meridionali e occidentali erano ostili al dominio spagnolo e tendevano a vedere negli americani i loro liberatori, in tal modo favorendo l'invasione. Il 1°, il 2° e il 3° battaglioni portoricani stavano a Cuba per difendere quell'isola, il che potrebbe anche aver contribuito all'esito del conflitto. Tuttavia gli americani incontrarono resistenza da parte di forze spagnole e volontari portoricani e furono impegnati nelle seguente battaglie: Fajardo, Guayama, del ponte sul fiume Guamani, Coamo, delle colline Silva e Asomante. Il 13 agosto 1898 la Guerra ispano-americana terminò e gli spagnoli si arresero senza altri fatti importanti. Alcuni leader portoricani come José de Diego e Eugenio María de Hostos si aspettavano che gli Stati Uniti avrebbero concesso all'isola l'indipendenza. Credendo che Porto Rico avrebbe ottenuto l'indipendenza, un gruppo di uomini diede vita ad una sollevazione a Ciales che sarebbe diventata famosa come "El Levantamiento de Ciales" o la "rivolta di Ciales del 1898" e proclamò la repubblica a Porto Rico. Le autorità spagnole, ignare dell'avvenuta firma del cessate il fuoco, repressero brutalmente l'insurrezione. Le perdite totali della Campagna di Porto Rico furono 450 morti o feriti spagnoli e portoricani, e 4 morti e 39 feriti americani.
Con la firma del Trattato di Parigi il 10 dicembre 1898, Porto Rico divenne un territorio degli Stati Uniti d'America. Le truppe spagnole se n'erano andate già dal 18 ottobre, e gli Stati Uniti nominarono governatore militare dell'isola il generale Nelson A. Miles. Il 1 luglio 1899 fu creato The Porto Rico Regiment of Infantry, United States Army, con l'approvazione del Congresso del 27 maggio 1908. Il reggimento era per statuto composto solo di volontari portoricani, con un organico di 1969 uomini.

### Comandante portoricano nelle Filippine
Nel 1897, prima dell'inizio dei combattimenti a Porto Rico, Juan Alonso Zayas, nato a San Juan, era un secondo tenente dell'esercito spagnolo che ricevette l'ordine di raggiungere le Filippine per assumere il comando del 2° battaglione di spedizione di stanza a Baler. Arrivò a Manila, la capitale, nel maggio 1897. Laggiù salì su un'imbarcazione diretta a Baler, sull'isola di Luzon. Manila e Baler distano 100 km; se avesse viaggiato per le giungle e su strade approssimative, la distanza sarebbe giunta a 230 km. All'epoca il sistema di comunicazione tra Manila e Baler era pressoché inesistente. Baler riceveva notizie da Manila solo grazie ad imbarcazioni. Il governo coloniale spagnolo era continuamente esposto agli attacchi di gruppi locali di filippini che volevano l'indipendenza. La missione di Zayas era fortificare Baler contro ogni possibile attacco. Tra i suoi progetti per difendere Baler c'era la trasformazione in forte della locale chiesa di San Luis de Tolosa.

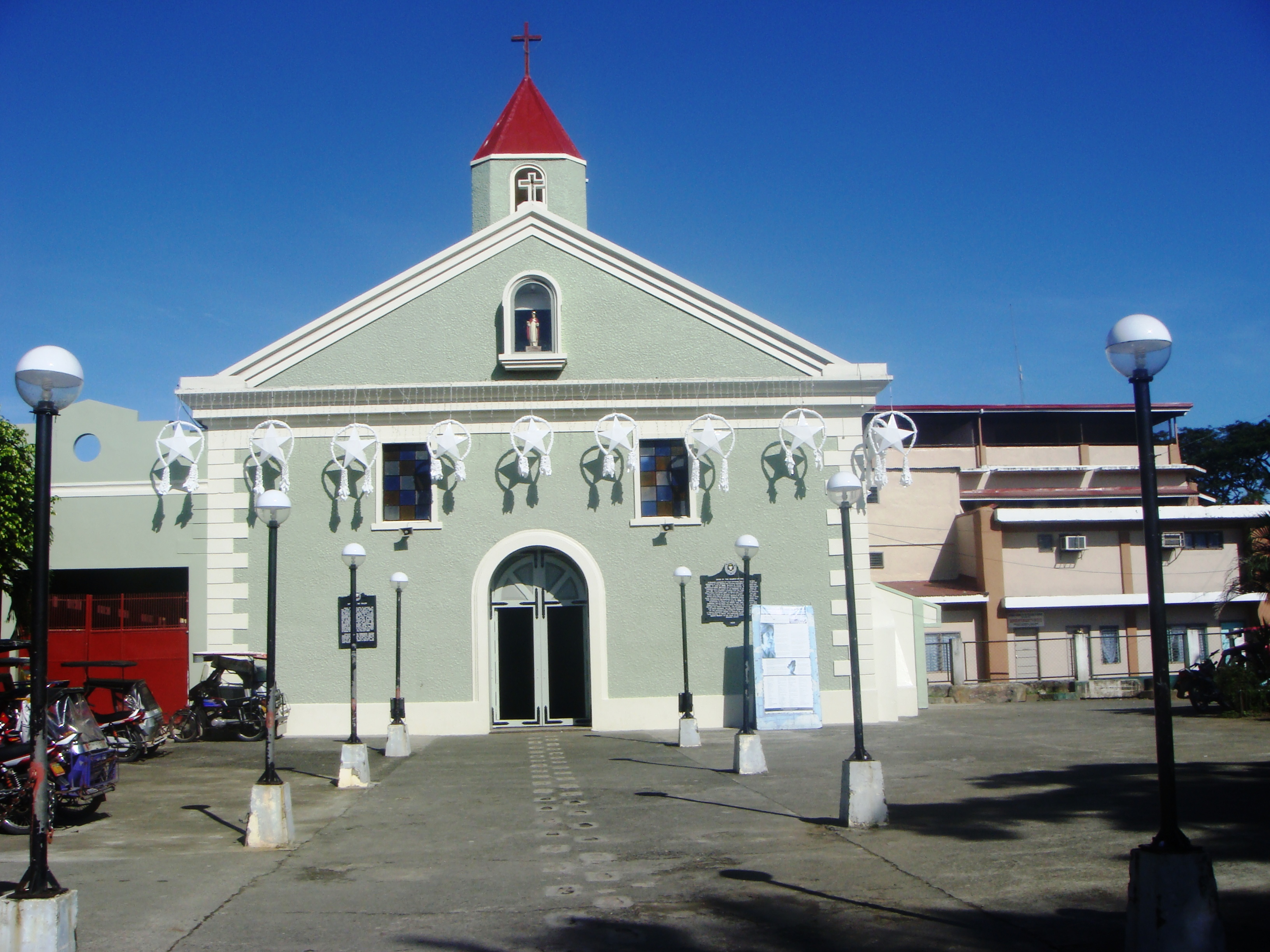
Chiesa di San Luis Obispo de Tolosa a Baler

I sostenitori dell'indipendenza, guidati dal colonnello Calixto Vilacorte, venivano chiamati rivoltosi (tagalos) dagli spagnoli. Il 28 giugno 1898 essi reclamarono la resa dell'esercito spagnolo. Il governatore spagnolo della regione, Enrique de las Morena y Fossi, respinse la richiesta. I filippini iniziarono immediatamente una battaglia contro Baler destinata a protrarsi per sette mesi. Benché in inferiorità numerica e attanagliato da fame e malattie, il battaglione non capitolò. In quei frangenti, Zayas e il resto del battaglione erano del tutto ignari della Guerra ispano-americana. Nell'agosto 1898 cessarono le ostilità tra Stati Uniti e Spagna. Le Filippine divennero un possedimento USA in forza del Trattato di Parigi. Nel maggio 1899 il battaglione che presidiava Baler apprese della Guerra ispano-americana, e di come si fosse conclusa. Il 2 giugno 1899, il comandante del battaglione, tenente Martín Cerezo, si arrese ai tagalos. La resa era soggetta ad alcune condizioni, tra cui che gli spagnoli non fossero trattati da prigionieri e fossero autorizzati a prendere una nave che li avrebbe riportati in Spagna. I 32 sopravvissuti del battaglione Zayas furono inviati a Manila, dove si imbarcarono per la Spagna. Laggiù furono acclamati come eroi e divennero noti come los Ultimos de Baler.

## Guarda nazionale di Porto Rico

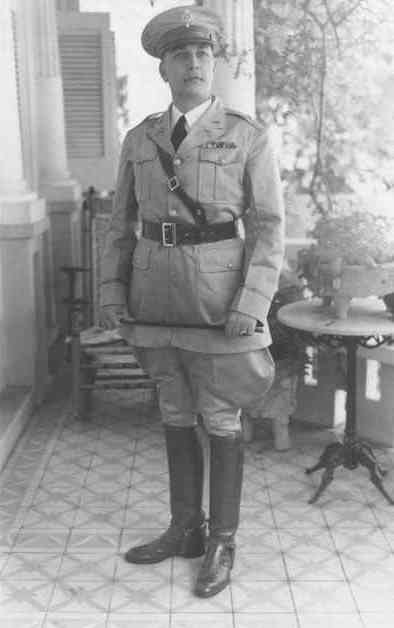
Maggior generale Luis R. Esteves (U.S. Army)

Nel 1906 un gruppo di portoricani incontrò il governatore incaricato Winthrop, e propose la costituzione di una guardia nazionale di Porto Rico. La petizione non ebbe successo poiché la Costituzione degli Stati Uniti d'America vieta la formazione di qualsiasi forza armata negli Stati Uniti e nei suoi territori senza autorizzazione del Congresso.
Il 15 giugno 1915 il maggior generale dello U.S. Army Luis R. Esteves divenne il primo portoricano e il primo ispanico a diplomarsi presso la United States Military Academy di West Point (New York). Mentre frequentava West Point, insegnò lo spagnolo al compagno di corso Dwight D. Eisenhower; la conoscenza di una seconda lingua era infatti un requisito per diplomarsi. Quando era secondo tenente nella 8th Infantry Brigade comandata da John J. Pershing, fu inviato ad El Paso (Texas) nell'ambito della Spedizione contro Pancho Villa. Da El Paso, fu inviato nella cittadina di Polvo, dai cui cittadini fu nominato sindaco e giudice. Esteves contribuì ad organizzare il 23rd Battalion, che sarebbe stato composto da portoricani e dislocato a Panama durante la Prima guerra mondiale. Svolse altresì un ruolo chiave nella formazione della Guardia nazionale di Porto Rico.

## Prima guerra mondiale

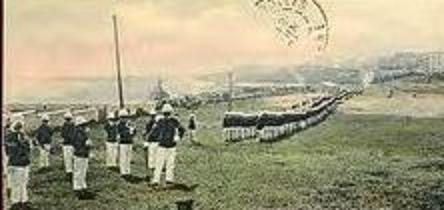
Il Porto Rico Regiment in addestramento a Camp Las Casas (c. 1904)

Nei primi anni del 1900 fu creato Camp Las Casas a Santurce (Porto Rico), sotto il comando del tenente colonnello Orval P. Townshend. 
Il Porto Rico Regiment ebbe sede in quel campo. Il reggimento consisteva di due battaglioni che provenivano dal precedente Porto Rico Provisional Regiment of Infantry.
Il tenente Teófilo Marxuach era ufficiale di giornata al castello El Morro il 21 marzo 2015. L'Odenwald, costruita nel 1903 (da non confondersi con la omonima nave da guerra tedesca della Seconda guerra mondiale), era una nave rifornitrice tedesca armata che tentò di aprirsi la via con la forza al largo del Golfo di San Juan e di consegnare rifornimenti ai sottomarini tedeschi in attesa nell'Oceano Atlantico. Il tenente Marxuach diede ordine di aprire il fuoco sulla nave dalle mura del forte. Il sergente Encarnacion Correa manovrava una mitragliatrice e sparò colpi di avvertimento con scarsi effetti. Marxuach sparò un colpo da un cannone sito nella batteria Santa Rosa del forte "El Morro", in quel che è considerato il primo colpo della Prima guerra tirato dalle forze regolari statunitensi contro una nave battente una bandiera delle Potenze Centrali, costringendo la Odenwald a fermarsi e ritornare in porto, dove i suoi rifornimenti furono requisiti. La Odenwald stessa fu requisita dagli Stati Uniti e ribattezzata SS Newport. Fu assegnata allo U.S. Shipping Board (una sorta di organo governativo preposto alla logistica di supporto allo sforzo bellico), presso il quale prestò servizio fino al 1924, poi venne ritirata.

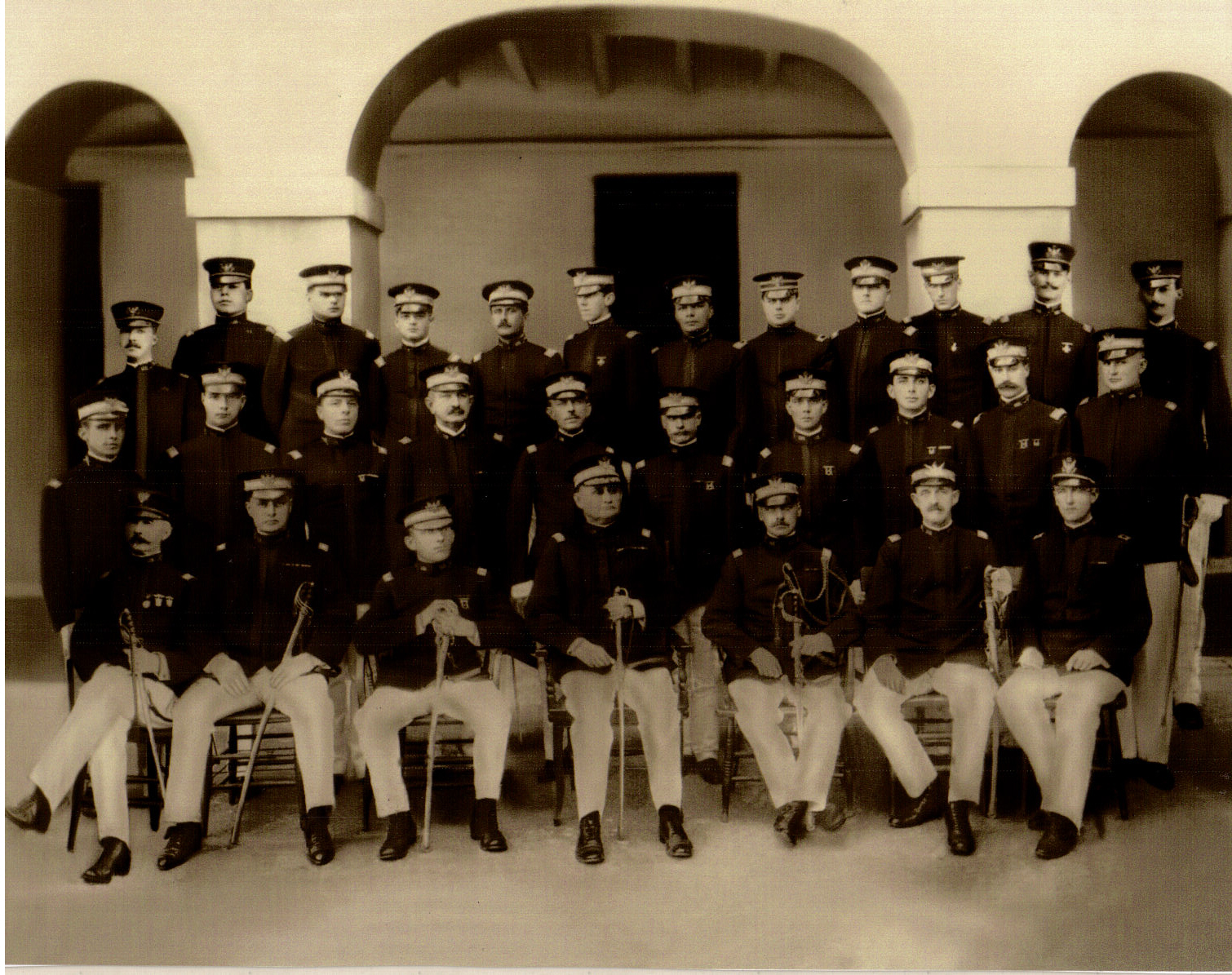
Corpo ufficiali del Puerto Rico Regiment (c. 1906)
Il ten. Teófilo Marxuach compare nella fila superiore, quinto da sinistra.

Nel momento in cui sempre più Paesi venivano risucchiati nella Prima guerra mondiale, il Congresso USA approvò il Jones–Shafroth Act, che imponeva la cittadinanza statunitense ai portoricani. I maschi abili alle armi avrebbero prestato servizio nelle forze armate. Circa ventimila portoricani furono coscritti durante la Grande Guerra. Il 3 maggio 1917 il reggimento reclutò 1 969 uomini. Furono creati a Porto Rico il 295º e il 296º reggimento di fanteria. Nel novembre 2017 si tenne a San Juan, capitale dell'isola, il primo sorteggio di leva. Eustaquio Correa fu il primo portoricano ad essere arruolato d'ufficio nelle forze armate degli Stati Uniti.
Il 17 maggio 1917 il Porto Rico Regiment of Infantry fu schierato a protezione del Canale di Panama. Uno dei portoricani che si distinsero nella Prima guerra mondiale fu il tenente US Navy Frederick Lois Riefkohl, che il 2 agosto 1917 divenne il primo portoricano a ricevere la Navy Cross. La Navy Cross fu riconosciuta al tenente Riefkohl per le sue gesta in un combattimento contro un sottomarino nemico. Il tenente Riefkohl, che era stato anche il primo portoricano diplomato alla United States Naval Academy, nella Seconda guerra mondiale prestò servizio con il grado di contrammiraglio.
Il fratello di Frederick L. Riefkohl, Rudolph William Riefkohl, partecipò parimenti alla guerra. Fu nominato secondo tenente ed assegnato al 63rd Heavy Artillery Regiment in Francia, dove prese parte all'Offensiva della Mosa-Argonne. Secondo il Dipartimento della guerra USA, dopo la guerra prestò servizio come capitano dell'artiglieria costiera presso il Letterman Army Hospital nel Presidio di San Francisco in California (1918). Il suo contributo fu prezioso per consentire alla popolazione della Polonia di debellare l'epidemia di tifo nel 1919.

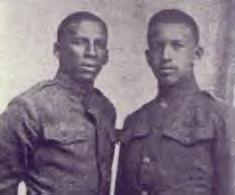
Rafael Hernández (a sinistra) con suo fratello Jesus durante la Prima guerra mondiale

Nel 1918 l'esercito statunitense comprese che c'erano pochi medici che si specializzavano in anestesiologia, una specialità scarsamente retribuita, ma tali professionisti erano indispensabili nelle sale operatorie militari. Per soddisfare l'esigenza, l'esercito iniziò ad assumere dottoresse come dipendenti civili a contratto. La prima dottoressa portoricana a prestare servizio a contratto nell'esercito fu Dolores Piñero di San Juan. Fu assegnata all'ospedale della base di San Juan dove lavorava come anestesista di mattina presso il laboratorio di pomeriggio.
Nello Stato di New York alcuni portoricani entrarono nel 369th Infantry Regiment, che era composto perlopiù di afroamericani. Non potevano combattere a fianco dei commilitoni bianchi, ma divennero parte integrante di una divisione francese. Si batterono sul Fronte occidentale in Francia, e il loro valore li fece soprannominare "i combattenti diabolici di Harlem" dai tedeschi. Tra questi prodi era Rafael Hernández Marín, che molti considerano il più grande compositore di Porto Rico. Il 369th fu insignito dal governo francese della Croix de guerre per il valore dimostrato sul campo di battaglia.
Il 6 gennaio 1914 il primo tenente Bernard L. Smith costituì la Marine Section della Scuola volo della Marina militare nell'isola municipale di Culebra. Poiché il numero di Marine Aviator diventava sempre più grande, si avvertiva l'esigenza di tenerli distinti dall'Aviazione di Marina. La Marine Corps Aviation Company a Porto Rico consisteva di 10 ufficiali e 40 uomini di truppa.

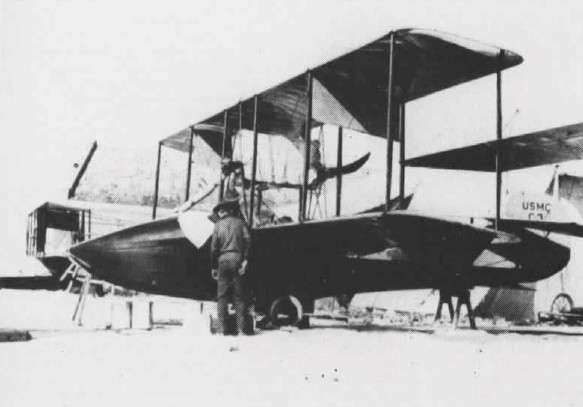
Il primo aereo USMC: un Curtiss C-3 a Culebra (Puerto Rico)

Il Porto Rico Regiment ritornò a Porto Rico nel marzo 1919 e fu rinominato 65th Infantry Regiment in virtù del Reorganization Act del 4 giugno 1920. Si calcola che 18 000 portoricani del Porto Rico Regiment abbiano prestato servizio nella guerra e 335 di loro riportarono lesioni negli esperimenti con il gas chimico che gli Stati Uniti svolsero in uno specifico programma a Panama.
Il maggiore generale Luis R. Esteves, che aveva prestato servizio come istruttore di ufficiali portoricani nel reggimento di fanteria di Porto Rico nel Camp Las Casas di Porto Rico, ritenne necessario istituire un reparto di Guardia nazionale portoricana. La sua richiesta fu approvata dal governo e dall'assemblea legislativa portoricani. Nel 1919 fu formato il primo reggimento della Guardia Nazionale Portoricana e il generale Luis R. Esteves ne fu il primo comandante.

## Anni tra le guerre mondiali

### Seconda Campagna del Nicaragua (1926–1933)
Dopo la Prima guerra mondiale, i portoricani combatterono su spiagge straniere come membri dello United States Marine Corps. Nei primi mesi del 1926 scoppiò la guerra civile in Nicaragua, e — su richiesta del governo di quest'ultimo — furono fatti sbarcare tremila Marines USA per costituire una zona neutrale a protezione dei cittadini americani. L'intervento americano divenne noto anche come Guerre della banana.
Nel 1926 il capitano Pedro del Valle entrò, per tre anni, a far parte della gendarmeria di Haiti. In questo periodo dovette anche affrontare la guerra contro Augusto Sandino in Nicaragua. Nel 1927 il tenente portoricano Jaime Sabater, di San Juan, si diplomò alla United States Naval Academy.
Il soldato portoricano Rafel Toro, di Humacao, faceva parte della forza di occupazione dei Marines americani, prestando servizio nella Guardia Nacional de Nicaragua. Il 25 luglio 1927 il soldato Toro fu assegnato ad un contingente di avanguardia a Nueva Segovia. Entrando in città, fu attaccato; rispondendo al fuoco, riuscì a bloccare il nemico fino all'arrivo dei rinforzi. Morì per le ferite riportate in quell'azione, e fu insignito della Navy Cross alla memoria.

### Guerra del Rif (1920)
Dopo la Guerra ispano-americana, gli appartenenti alle forze armate spagnole e i civili fedeli alla Corona spagnola ebbero la possibilità di fare ritorno in Spagna. Questi reduci portarono con sé coniugi e figli. La Guerra del Rif fu una rivolta scoppiata nel 1919 contro il regime coloniale del Marocco spagnolo, un protettorato di Madrid. Nel corso della guerra si distinse in combattimento il capitano portoricano Felix Arenas Gaspar. Alla sua memoria, per le gesta compiute in difesa della compagnia che comandava, fu riconosciuto l'Ordine di San Ferdinando, la più alta onorificenza militare spagnola.

### Guerra civile in Spagna (1936–1939)
Vi furono combattenti portoricani in entrambi gli schieramenti della Guerra di Spagna. Si trattò di un grande conflitto iniziato dal tentato colpo di Stato avviato da componenti dell'esercito, guidate dal generale fascista Francisco Franco, contro il governo della Seconda repubblica spagnola. I portoricani alimentarono ambedue le fazioni; "nazionalisti" come membri dell'esercito spagnolo e "lealisti" (repubblicani) come membri della XV Brigata internazionale.
Tra i portoricani che combatterono a fianco del generale Franco con i nazionalisti era il generale Goded Llopis (1882–1936). Questi, nativo di San Juan, fu nominato Capo di stato maggiore dell'Esercito spagnolo d'Africa dopo le sue vittorie nella Guerra del Rif, conquistò le Isole Baleari e, per ordine di Franco, represse la rivolta delle Asturie. Llopis fu inviato a dirigere le operazioni contro gli anarchici in Catalogna, ma le sue truppe erano insufficienti numericamente. Fu catturato e condannato a morte per fucilazione.
Tra i molti portoricani che si batterono con la XV Brigata internazionale era il tenente Carmelo Delgado Delgado (1913–1937), un leader Partito Nazionalista Portoricano originario di Guayama. All'inizio della guerra civile spagnola Delgado si trovava in Spagna per frequentare un corso di laurea in giurisprudenza. Delgado era antifascista e pensava che i nazionalisti spagnoli fossero dei traditori. Partecipò alla Battaglia di Madrid, ma fu catturato e condannato a morte per fucilazione il 29 aprile 1937.

## Seconda guerra mondiale

### Pearl Harbor dell'Atlantico

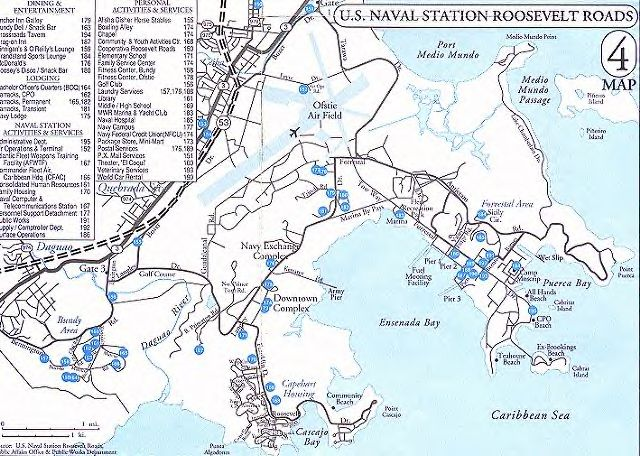
Mappa U.S. Naval Station Roosevelt Roads

Nel 1949 il presidente Franklin D. Roosevelt ordinò la costruzione di un approdo protetto nell'Atlantico, a Ceiba (Porto Rico), simile a quello di Pearl Harbor nelle Hawaii. Il sito doveva garantire ancoraggio, ormeggio, strutture di manutenzione, carburante, e rifornimenti per il 60% della Atlantic Fleet. La base navale, che fu chiamata Roosevelt Roads Naval Station, divenne la più grande installazione della marina militare del mondo sulla massa continentale. Nel maggio 2003, dopo sei decenni di esistenza, la base fu chiusa ufficialmente dalla U.S. Navy.
Nel 1939 si fece una disamina dei possibili siti per basi aeree. Si stabilì che il posto migliore per una grande base aerea fosse Punta Borinquen. Successivamente lo stesso anno il maggiore Karl S. Axtater assunse il comando di quello che sarebbe diventato Borinquen Army Air Field (poi rinominato Ramey Air Force Base). La prima squadriglia di Borinquen Field fu il 27th Bombardment Squadron, consistente di nove bombardieri medi Douglas B-18 Bolo. Nel 1940 arrivò da Langley Field il gruppo di volo del 25th Bombardment Group (14 aerei B-18 A e due Northrop A-17). Nel corso della guerra, si alternarono molte squadriglie nella base, che era appoggiata da numerosi reparti antiaerei, di artiglieria costiera e di supporto. Borinquen Field fu utilizzato anche nel quadro di una rotta di trasferimento per aerei che venivano spostati dalla Florida al Medio Oriente.

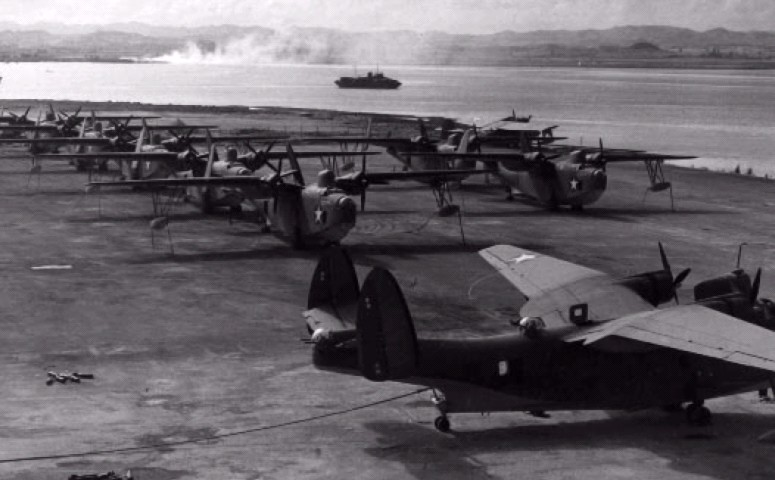
Alcuni PBM Mariner al decollo da Naval Air Station San Juan nel 1943

### Portoricani nelle forze armate
Nell'ottobre 1940, il 295th e il 296th Infantry Regiment della Guardia nazionale portoricana, fondata dal maggior generale Luis R. Esteves, furono chiamati al servizio attivo federale ed assegnati al Puerto Rican Department in conformità al vigente War Plan Orange.
Non ci furono caduti portoricani che avessero a che fare con le forze armate nell'attacco di Pearl Harbor, ma vi perse la vita un civile portoricano. Daniel LaVerne era un pugile dilettante che stava lavorando nel progetto Red Hill per costruire un serbatoio di carburante sotterraneo a Pearl Harbor, quando avvenne l'attacco giapponese. Morì per le ferite riportate in quel frangente. Il suo nome appare nella lista di 2 338 americani uccisi o mortalmente feriti il 7 dicembre 1941, esposta al Remembrance Exhibit sul prato che sta dietro il centro visitatori del Memoriale USS Arizona a Pearl Harbor.
Il Dipartimento della Difesa stima che 65 034 portoricani abbiano prestato servizio nelle forze armate USA durante la Seconda guerra mondiale. Soldati dell'isola, arruolati nel 65th Infantry Regiment, parteciparono al combattimento nel Teatro europeo – in Germania ed Europa Centrale. Quelli che risiedevano negli Stati Uniti continentali furono assegnati ad unità regolari delle forze armate e prestarono servizio nel Teatro europeo o in quello del Pacifico. Alcune famiglie ebbero più di un componente impegnato nel conflitto. Sette fratelli della famiglia Medina, noti come "i combattenti Medina", presero parte alla guerra. Provenivano da Rio Grande e Brooklyn. In alcuni casi i portoricani subirono la discriminazione razziale che all'epoca dilagava negli Stati Uniti.

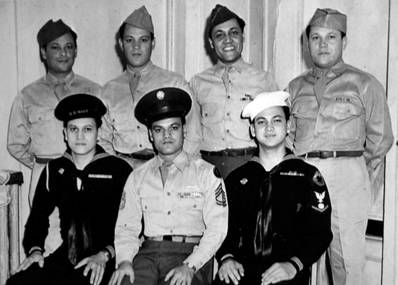
"I combattenti Medina"

La Seconda guerra mondiale fu anche il primo conflitto in cui alle donne fu permesso di fare servizio nelle forze armate USA, in un ruolo diverso sa quello di infermiere. Tuttavia, quando gli Stati Uniti entrarono in quel conflitto, infermiere portoricane si offrirono volontarie ma non furono accettate nel corpo infermieristico di esercito o di marina (l'aeronautica fino al 1947 rimase una branca dell'esercito). Di conseguenza, molte volontarie si trasferirono negli Stati Uniti continentali per lavorare nelle fabbriche che producevano equipaggiamento militare. Nel 1944 l'Army Nurse Corps decise di ricercare espressamente infermiere portoricane in modo che gli ospedali dell'esercito non dovessero scontrarsi con barriere linguistiche nell'assistere soldati ispanici. Tra di loro era il secondo tenente Carmen Lozano Dumler, che fu una delle prime donne nel rango di ufficiale militare.
Nel 1944 l'esercito USA decise di reclutare fino a 200 donne portoricane nel Women's Army Corps (WAC). Arrivarono più di mille domande. Il reparto WAC portoricano, denominato Company 6, 2nd Battalion, 21st Regiment del the Women's Army Auxiliary Corps, era un'unità composta esclusivamente di personale ispanico. La compagnia fu assegnata al New York Port of Embarkation dopo l'addestramento iniziale presso Fort Oglethorpe. Le WAC erano incaricare di operare negli uffici militari che pianificavano l'invio di truppe in tutto il mondo. Una di loro era il PFC Carmen García Rosado, che nel 2006 scrisse e pubblicò il libro "LAS WACS – Participacion de la Mujer Boricua en la Segunda Guerra Mundial" (Le WAC — La partecipazione delle donne portoricane alla Seconda guerra mondiale), il primo libro a documentare le esperienze delle prime 200 donne portoricane che parteciparono a quel conflitto. Secondo Garcia Rosado, tra le difficoltà cui erano esposte le donne portoricane nelle forze armate erano le discriminazioni sociali e razziali contro la comunità latina, che al tempo dilagavano negli Stati Uniti.

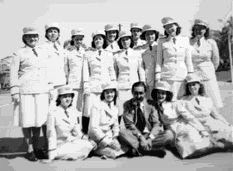
Infermiere portoricane, 296th Station Hospital, Camp Tortuguero, Vega Baja, PR

La 149th Women's Army Auxiliary Corps (WAAC) Post Headquarters Company fu la prima compagnia WAAC ad andare all'estero, salpando dal porto di New York verso l'Europa nel gennaio 1943. Il reparto arrivò nel Nordafrica il 27 gennaio 1943 e operò ad Algeri nel quartier generale di teatro del generale Dwight D. Eisenhower. Il Tech4 Carmen Contreras-Bozak, che faceva parte del reparto, fu la prima ispanica del Women's Army Corps a lavorare come interprete e in numerosi ruoli amministrativi.
Il 65th Infantry, dopo un ampio programma addestrato nel 1942, fu inviato a proteggere i lati Pacifico e Atlantico dell'istmo nel 1943. Il 25 novembre 1943 il colonnello Antulio Segarra, subentrò al suo parigrado. John R. Menclenhall nel posto di comandante del 65th Infantry, divenendo così il primo ufficiale portoricano alla guida di un reggimento del Regular Army.
Il 12 gennaio 1944 il 296th Infantry Regiment lasciò Porto Rico e fu schierato nella zona del Canale di Panama. Nell'aprile del 1945 il reparto ritornò a Porto Rico ma poco dopo fu trasferito ad Honolulu (Hawaii). Il 296th arrivò il 25 giugno 1945 e fu aggregato al  Central Pacific Base Command presso la Kahuku Air Base. Il tenente colonnello Gilberto José Marxuach, "padre della San Juan Civil Defense", comandò le compagnie 1114th Artillery e 1558th Engineers.
Sempre nel gennaio 1944 il 65th Infantry Regiment fu trasferito a Fort Eustis in Newport News (Virginia) da Panama, in preparazione all'impiego in Nordafrica. Un'avanguardia fu spedita a Casablanca il 16 marzo, mentre il grosso del reggimento sarebbe giunto il 5 aprile. Per alcuni portoricani quella sarebbe stata la prima occasione di vivere all'estero. La prima lontananza dalla patria sarebbe servita di ispirazione nella composizione di due bolero, "En mi viejo San Juan" di Noel Estrada e "Despedida" (Il mio addio), una canzone di commiato scritta da Pedro Flores e interpretata da Daniel Santos. Il 29 aprile 1944 il reggimento sbarcò in Italia e si diresse in Corsica. Il 1 ottobre 1944 il 65th Infantry sbarcò in Francia e fu impegnato nelle Alpi Marittime a Peïra-Cava. Il 13 dicembre 1944 il 65th Infantry comandato dal tenente colonnello Juan César Cordero Dávila diede il cambio al 2nd Battalion, 442nd Infantry Regiment, un reparto costituito di nippo-americani comandato dal colonnello Virgil R. Miller, nato a Porto Rico. Il 3rd Battalion combatté vittoriosamente contro il 107° Reggimento di fanteria della 34. Infanterie-Division tedesca. Subì 17 caduti in combattimento. Tra loro il soldato Sergio Sanchez-Sanchez e il sergente Angel Martinez, della cittadina di Sabana Grande, ovvero i primi due portoricani del 65th Infantry che persero la vita combattendo. Il 18 marzo 1945 il reggimento fu trasferito nella zona tedesca di Mannheim. Complessivamente, il 65th Infantry partecipò alle campagne di Napoli-Foggia, Roma-Arno, Europa centrale e della Renania.
Fu durante questo conflitto che il CWO2 Joseph B. Aviles Sr., membro della United States Coast Guard e primo ispano-americano a raggiungere il grado di chief petty officer, "ricevette una promozione per meriti di guerra a Chief Warranty Officer (27 novembre 1944), così divenendo anche il primo ispano-americano a raggiungere quel livello."

### Comandanti

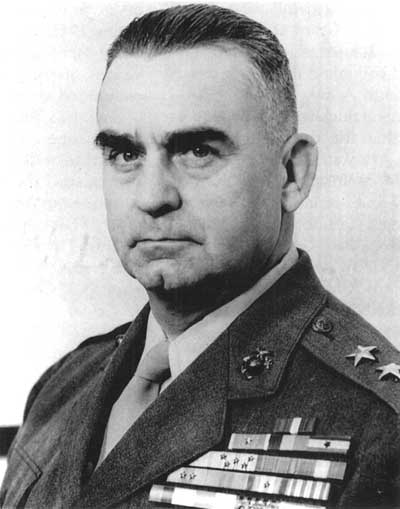
Tenente generale Pedro del Valle (USMC)

Fu anche la prima volta che dei portoricani ebbero ruoli importanti di comando nelle forze armate statunitensi. Tra loro il tenente colonnello Juan César Cordero Dávila che prestò servizio nel 65th Infantry e il colonnello Virgil R. Miller, diplomato a West Point, nativo di San Germán (Porto Rico), che comandava il 442d Regimental Combat Team, reparto composto di nisei (americani di seconda generazione di origini giapponesi), che salvò il Lost Texas Battalion della 36th Infantry Division, nelle foreste dei Vosgi, nordest francese. Il colonnello Virgilio N. Cordero Jr. (1893–1980) era un comandante di battaglione del 31st Infantry Regiment l'8 dicembre 1941, quando i giapponesi attaccarono le Filippine. Cordero fu nominato comandante del 52nd Infantry Regiment del nuovo esercito filippino, diventando così il primo portoricano a comandare un reggimento dell'esercito filippino. La Luzon Force si arrese il 9 aprile 1942, e Cordero e i suoi uomini subirono brutali torture e umiliazioni durante la Marcia della morte di Bataan, oltre a quasi quattro anni di prigionia. Cordero fu uno dei circa 1 600 membri del 31st Infantry fatti prigionieri. Metà di loro non sopravvisse alla cattività. Cordero, ritornato libero per la vittoria alleata sui giapponesi, continuò a prestare servizio nelle forze armate fino al 1953.
Sette portoricani, tutti diplomati alla United States Naval Academy, occuparono posti di comando nella Marina militare USA e nel Corpo dei Marines. Il tenente generale Pedro Augusto del Valle fu uno dei primi generali ispanici dei Marines. Svolse un ruolo importante nella Campagna di Guadalcanal e nella Battaglia di Guam, divenendo pure comandante della First Marine Division. Giocò altresì un ruolo decisivo nella sconfitta delle forze giapponesi ad Okinawa e fu incaricato di riorganizzare quel territorio. L'ammiraglio Horacio Rivero Jr., USN, che in seguito fu il primo portoricano a diventare ammiraglio a quattro stelle; il capitano Marion Frederic Ramírez de Arellano, USN, il primo comandante sommergibilista ispanico. Come comandante del sottomarino USS Balao, gli sono attribuiti gli affondamenti di tre navi giapponesi; il contrammiraglio Rafael Celestino Benítez, USN, un comandante sommergibilista pluridecorato che fu insignito di due medaglie Silver Star; il contrammiraglio José M. Cabanillas, USN, fu il vicecomandante dello USS Texas (BB-35) che partecipò alle invasioni del Nordafrica e della Normandia D-Day; il contrammiraglio Edmund Ernest García, USN, comandante del cacciatorpediniere USS Sloat (DE-245) impiegato nelle invasioni di Africa, Sicilia e Francia; il contrammiraglio Frederick Lois Riefkohl, USN, primo portoricano diplomato alla Naval Academy insignito della Navy Cross e il colonnello Jaime Sabater Sr., USMC, che comandò il primo battaglione del 9th Marines durante le operazioni anfibie Bougainville. Sabater partecipò pure alla Battaglia di Guam (21 luglio — 10 agosto 1944) come vicecomandante del 9th Marines. Fu ferito in combattimento il 21 luglio 1944, e ricevette il Purple Heart.

### Combattenti degni di nota
Tra i molti portoricani che si distinsero in combattimento erano il sergente di prima classe Agustín Ramos Calero e i tre primi portoricani che ricevettero la Distinguished Service Cross: il soldato di prima classe Luis F. Castro, il soldato Anibal Irrizarry e il soldato di prima classe Joseph R. Martinez. Il sergente di prima classe Agustín Ramos Calero ricevette complessivamente 22 decorazioni e medaglie per le sue gesta in Europa, facendone il soldato portoricano più decorato della Seconda guerra mondiale.

### Aviatori

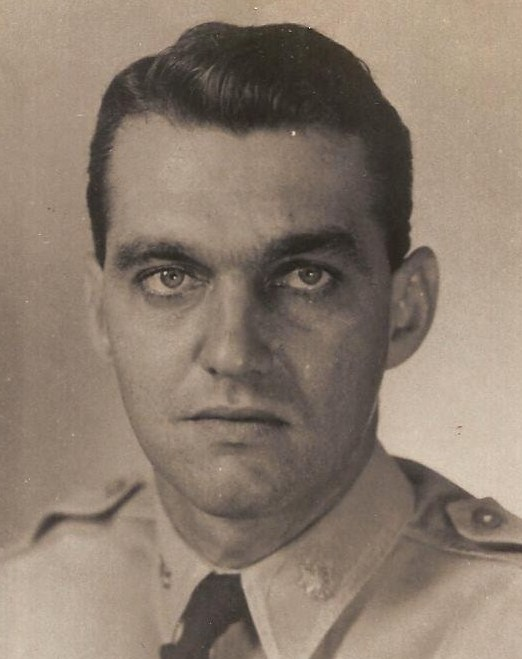
Tenente colonnello José Antonio Muñiz, (USAAF)

Vi furono numerosi portoricani nelle United States Army Air Forces.

### Sperimentazione su esseri umani
Le forze armate degli Stati Uniti sottoposero a sperimentazione umana alcuni soldati portoricani. Sull'isola panamense di San José furono esposti all'iprite per vedere se reagissero differentemente rispetto ai "bianchi". Secondo Susan L. Smith dell'università di Alberta, i ricercatori volevano scoprire differenze basate sulla razza nella reazione del corpo umano esposto a iprite.

### Smobilitazione

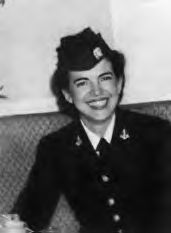
LTJG Maria Rodriguez Denton

La partecipazione americana alla Seconda guerra mondiale giunse al termine l'8 maggio 1945, quando gli Alleati celebrarono la Giornata della vittoria in Europa in concomitanza alla resa della Germania, e nel Teatro asiatico il 14 agosto 1945 la Giornata della vittoria sul Giappone quando il Giappone si arrese firmando l'Atto di resa giapponese. Il tenente Junior Grade Maria Rodriguez Denton (U.S. Navy), nata a Guanica, Porto Rico, fu la prima donna portoricana a diventare ufficiale nella Marina militare USA in quanto membro di WAVES. Fu il tenente Denton che (attraverso i canali) trasmise al presidente Harry J. Truman la notizia che la guerra era finita.
Il 27 ottobre 1945 il 65th Infantry si imbarcò dalla Francia per rientrare in patria. Arrivando a Porto Rico il 9 novembre 1945, i militari furono accolti dalla popolazione locale come eroi e festeggiati con un rinfresco celebrativo presso il Military Terminal di Camp Buchanan.
Secondo il libro "Historia Militar De Puerto Rico", scritto dallo storico colonnello Héctor Andrés Negroni, gli uomini del 65th Infantry ottennero le seguenti decorazioni: 2 Silver Star, 22 Bronze Star Medal, e 90 Purple Heart.
Il 295th Regiment ritornò il 20 febbraio 1946 dalla zona del Canale di Panama, e il 296th Regiment il 6 marzo. Entrambi i reggimenti furono insigniti dello streamer del Teatro [di guerra] Americano e del Teatro del Pacifico. Furono disattivati lo stesso anno.
Secondo il quarto rapporto del Director of Selective Service (1948) furono in totale 51 438 i portoricani in servizio nelle forze armate USA durante la Seconda guerra mondiale, il Dipartimento della Difesa nel suo rapporto intitolato Number of Puerto Ricans serving in the U.S. Armed Forces during National Emergencies affermò che il totale di portoricani in servizio fu 65 034, dei quali 2 560 risultavano aver riportato ferite. Purtroppo, il totale esatto di portoricani che prestarono servizio nella Seconda guerra mondiale in altri reparti, a parte quelli di Porto Rico, non si può stabilire, poiché le forze armate classificavano i portoricani nella stessa rubrica dei "bianchi". L'unico gruppo razziale di cui si mantenevano statistiche separate erano afroamericani e asioamericani.

## Rivolta contro gli Stati Uniti
Verso la metà degli anni 1940 esistevano in Porto Rico molti movimenti indipendentisti come Partito Indipendentista Portoricano, che credeva che l'isola avrebbe potuto ottenere l'indipendenza attraverso il processo elettorale, e come il Partito Nazionalista Portoricano, che caldeggiava la rivoluzione armata.

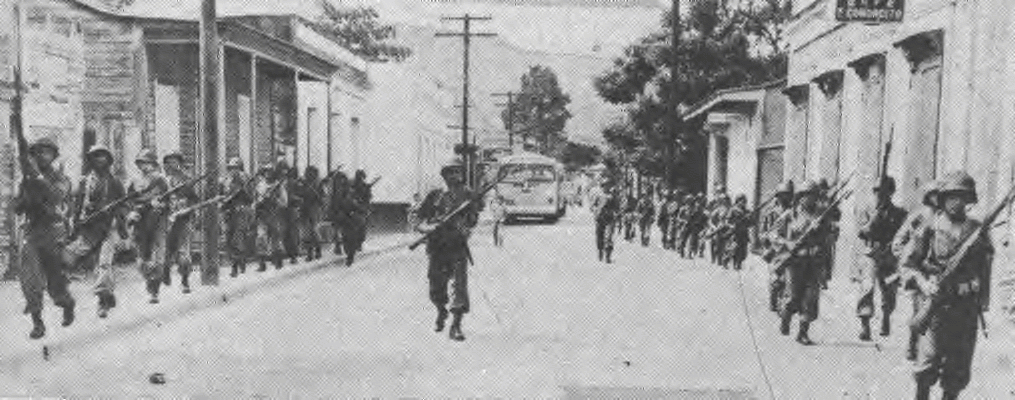
La Guardia Nazionale, comandata dal Puerto Rico Adjutant General maggior generale Luis R. Esteves e agli ordini del governatore Luis Muñoz Marín, occupa Jayuya

Il più importante episodio insurrezionale avvenne a Jayuya, ricordato come El Grito de Jayuya (1950). Il leader nazionalista Blanca Canales guidò ribelli armati per la città e attaccò la stazione di polizia. Vi fu una specie di battaglia con la polizia; un agente fu ucciso ed altri tre rimasero feriti prima che gli altri si arrendessero. I nazionalisti tagliarono le linee telefoniche e bruciarono l'ufficio postale. Canales portò il gruppo nella piazza cittadina per issarvi la versione proibita azzurro chiaro della bandiera di Porto Rico (dal 1898 al 1952 era illegale portare una bandiera portoricana). Nella stessa piazza Canales pronunciò un discorso e proclamò la libera repubblica di Porto Rico. La città rimase nelle mani dei nazionalisti per tre giorni.
Gli Stati Uniti imposero la legge marziale a Porto Rico e inviarono la Guardia Nazionale di Porto Rico ad attaccare Jayuya. La città fu attaccata da bombardieri e artiglieria terrestre statunitensi. Sebbene la città fosse stata parzialmente distrutta, si impedì che circolassero fuori di Porto Rico notizie di questa azione militare. Fu definita una faccenda tra portoricani. I massimi dirigenti del partito nazionalista, tra cui Albizu Campos e Blanca Canales, furono arrestati e condannati a lunghe pene detentive.
Griselio Torresola, guardia del corpo di Albizu Campos, si trovava negli Stati Uniti al tempo della rivolta di Jayuya. Torresola e l'altro nazionalista Oscar Collazo avevano in animo di assassinare il presidente Harry S. Truman. Il 1 novembre 1950 attaccarono la Blair House e nella circostanza perirono Torresola ed un poliziotto, Leslie Coffelt. Oscar Collazo fu arrestato e condannato a morte. La sentenza fu poi commutata in ergastolo dal presidente Truman, e nel 1979 Collazo ottenne la grazia dal presidente Jimmy Carter.

## Guerra fredda (1947–1991)
Dopo la Seconda guerra mondiale si presentò una lotta geopolitica, ideologica ed economica tra Stati Uniti, Unione Sovietica e rispettivi alleati. Fu popolarmente indicata come Guerra fredda, perché non sfociò mai in aperte ostilità tra le parti principali coinvolte. Comportò piuttosto una corsa al riarmo nucleare e convenzionale, reti di alleanze militari, guerra economica ed embarghi commerciali, propaganda, spionaggio e conflitti minori. La Crisi dei missili di Cuba nel 1962 fu il più importante caso di confronto diretto, in cui USA e URSS sfiorarono il vero conflitto. La Guerra di Corea e quella del Vietnam furono tra le principali guerre civili che si polarizzarono sulle linee di faglia della Guerra fredda.

### Air National Guard di Porto Rico
Il colonnello Mihiel Gilormini fu nominato comandante del 198th Fighter Squadron a Porto Rico. Gilormini e il colonnello Alberto A. Nido, assieme al tenente colonnello Jose Antonio Muñiz, furono protagonisti della creazione della Puerto Rico Air National Guard (PRANG), avvenuta il 23 novembre 1947. La Air National Guard di Porto Rico è inserita nell'Air Reserve Component (ARC) della United States Air Force. Tanto Gilormini quanto Nido furono promossi a brigadier generale e divennero comandanti della PRANG. Nel 1963 la Air National Guard Base presso l'aeroporto internazionale San Juan di Porto Rico fu rinominata "Muñiz Air National Guard Base" in onore del tenente colonnello Jose Antonio Muñiz, perito il 4 luglio 1960, quando il suo F-86 si schiantò durante i festeggiamenti del 4 Luglio a Porto Rico.

### Incidente dell'USSCochino

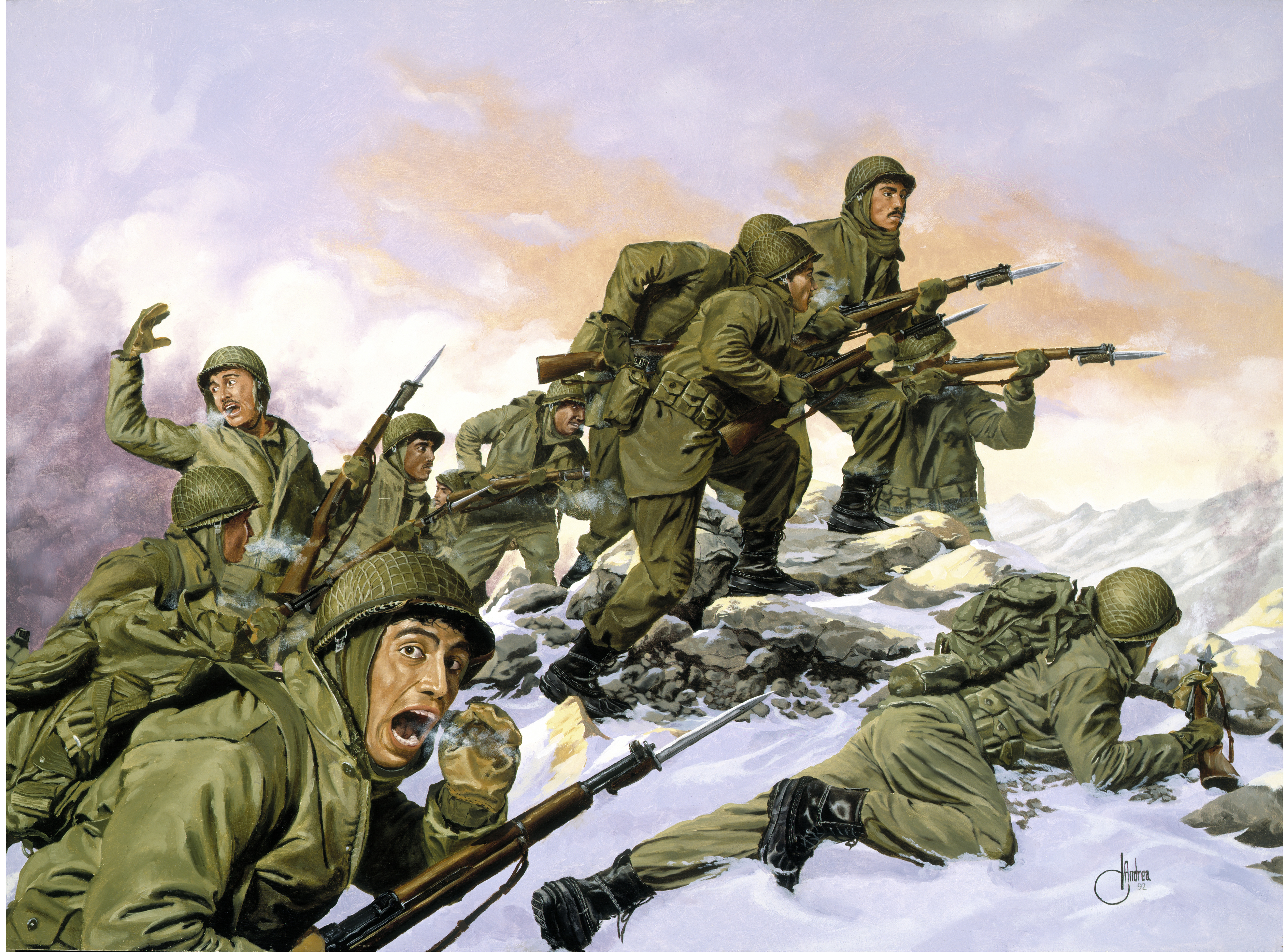
Quadro del 1992 raffigurante la carica alla baionetta del 65th Infantry Regiment portoricano contro una divisione cinese nella Guerra di Corea

L'USS Cochino era un sottomarino classe Gato agli ordini del comandante Rafael Celestino Benítez. Il 12 agosto 1949 il Cocinho, assieme all'USS Tusk, salpò da Portsmouth, Regno Unito. Entrambi i sottomarini diesel erano ufficialmente impegnati in una missione addestrativa in acque fredde, però, stando al libro Blind Man's Bluff: The Untold Story of American Submarine Espionage, le unità facevano parte di un'operazione di intelligence americana. Avevano snorkel che permettevano lunghe permanenze sott'acqua, ampiamente non avvistabili dal nemico, e portavano apparecchiature elettroniche concepite per captare segnali radio remoti. Secondo il testo citato, Cochino e Tusk avevano l'incarico di spiare comunicazioni che rivelassero il collaudo di missili sovietici lanciati da sottomarini, che di lì a poco avrebbero potuto trasportare testate nucleari.
La missione si concluse anticipatamente quando una delle batterie da 4 000 libbre della Cochino andò a fuoco. Benitez comandò le operazioni di spegnimento, cercando di salvare l'imbarcazione e anche il suo equipaggio dai gas tossici. I marinai del Tusk salvarono tutti (tranne uno) i colleghi del Cochino e convinsero Benitez, ultimo uomo a bordo del Cochino, a trasbordare sul Tusk. Il Cochino affondò al largo della Norvegia due minuti dopo che Benitez l'aveva abbandonato. Benitez si congedò dalla marina nel 1957 con il grado di contrammiraglio.

### Guerra di Corea
61 000 portoricani prestarono servizio nella Guerra di Corea, tra cui 18 000 che si arruolarono negli Stati Uniti continentali. Il 26 agosto 1950 il 65th Infantry Regiment lasciò Porto Rico e giunse a Pusan (Corea) il successivo 23 settembre. Durante il lungo viaggio di mare il 65th Infantry fu soprannominato "Borinqueneers". Tale nome combina le parole "Borinquen" (nome taino di Porto Rico) e "Buccaneers" (bucanieri). Tra le avversità patite dai portoricani al loro arrivo in Corea vi fu la carenza di vestiario pesante adatto ai rigidi inverni del luogo. Il nemico tentò reiteratamente di accerchiare il reggimento, ma fallì ogni volta per le molte perdite che gli infliggeva il 65th. Nel dicembre 1950 i Marines americani si trovavano nella zona del bacino di Chosin. Il 65th partecipò ad una task force che permise ai Marines di ritirarsi da Hangu-Ri.
Nel dicembre 1952 furono arrestati 162 portoricani del 65th Infantry, 95 sottoposti alla corte marziale, e 91 giudicati colpevoli e condannati a pene comprese tra 1 e 18 anni di lavori forzati. Fu la più grande istanza di corte marziale della Guerra di Corea. Il Segretario all'Esercito Robert T. Stevens si affrettò a ridurre le condanne e offrì clemenza e grazia a tutti i coinvolti. Benché i condannati dalla corte marziale avessero ottenuto la grazia nel 1954, in seguito fu avviata una campagna per raggiungere l'assoluzione formale.
Tra le battaglie ed operazioni cui partecipò il 65th si annovera l'operazione "Killer" del gennaio 1951, divenendo il primo reggimento ad attraversare il fiume Han. Nell'aprile 1951 il reggimento partecipò alle offensive del Corridoio Uijonber e, nel giugno 1951, il 65th fu il terzo reggimento ad attraversare il fiume Han Ton. Il Master Sergeant Juan E. Negrón ricevette la Medal of Honor alla memoria il 18 marzo 2014, per le sue gesta come membro della Compagnia L, 65th Infantry Regiment, 3d Infantry Division durante le operazioni di combattimento contro un nemico armato a Kalma-Eri (Corea), il 28 aprile 1951.
Il 65th contribuì ad animare l'avanzata da Ch'orwon verso P'yonggang in giugno e poi ebbe un ruolo nello spezzare il Triangolo di ferro di quota 717 nel luglio 1951. A fine novembre 1951 il 65th riuscì a respingere l'attacco di due unità nemiche delle dimensioni di battaglioni. Il colonnello Juan César Cordero Dávila fu nominato comandante del 65th Infantry il 1 febbraio 1952, così divenendo uno degli ufficiali etnici di grado più alto nell'esercito USA. Nel settembre 1952 il 65th Infantry stava tenendo una collina nota come Outpost Kelly. Le forze comuniste cinesi che si erano unite ai coreani invasero la collina in quella che verrà ricordata come battaglia di Outpost Kelly. Il 65th Infantry Regiment lanciò diversi tentativi per riprendere la posizione ma fu subissato dall'artiglieria cinese e ricacciato il 24 settembre. In ottobre il reggimento fu pure attivo al settore Cherwon e sull'Iron Horse, attorno a quota 391, che divenne famoso come Jackson Heights.
Nel giugno 1953 il secondo battaglione del 65th Infantry Regiment condusse una serie di incursioni sulla quota 412 a supporto di una posizione detta Outpost Harry, e in seguito il reggimento fece parecchie efficaci ulteriori incursioni a sostegno di posizioni difensive vicino alla base di Iron Triangle finché in luglio fu firmato l'armistizio.
Al 65th Infantry è attribuita la partecipazione a nove campagne. Tra le onorificenze conferite a membri del 65th compaiono una Medal of Honor, 10 Distinguished Service Cross, 256 Silver Star e 595 Bronze Star. Secondo il quotidiano El Nuevo Día del 30 maggio 2004, furono 756 i portoricani che persero la vita in Corea, e 3 630 furono i feriti, di tutti rami delle forze armate USA. Più di metà di costoro appartenevano al 65th Infantry (escludendo i non portoricani). Il 65th Infantry ritornò a Porto Rico e fu disattivato nel 1956. Ma il maggior generale Juan César Cordero Dávila, Adjutant General di Porto Rico (1958–65), convinse il Department of the Army a trasferire il 65th Infantry dall'esercito "regolare" alla Puerto Rican National Guard. Fu il solo reparto mai trasferito da componente attiva dell'esercito all'Army Guard.

#### Corte marziale di massa
Dopo il combattimento nei pressi di Outpost Kelly, il colonnello Cordero Dávila fu sostituito nel suo incarico di comando dal colonnello Chester B. DeGavre, diplomato a West Point e ufficiale "continentale" degli Stati Uniti di terraferma, e il corpo ufficiali del 65th fu rimpiazzato con ufficiali bianchi non ispanici. DeGavre ordinò che si smettesse di chiamare "the Borinqueneers" il reparto, eliminò le sue razioni speciali di riso e fagioli, ordinò che gli uomini si tagliassero i baffi e che uno di loro indossasse scritte che dicevano "sono un vigliacco. Per l'ottobre 1952, il morale del 65th crollò ed aumentarono le perdite attorno alle alture Jackson; ai primi di novembre una pattuglia della compagnia L rifiutò di seguire il suo comandante di plotone nel guado di un fiume nella valle di Chorwon.
Nel dicembre 1952 furono arrestati 152 portoricani del 64th Infantry, 95 subirono la corte marziale, e 91 furono giudicati colpevoli e condannati a pene detentive da 1 a 18 anni di lavori forzati. Fu il più vasto intervento della corte marziale nella Guerra di Corea. Il Segretario all'Esercito Robert T. Stevens si affrettò a revocare le sentenze e offrì clemenza e grazia a tutti i coinvolti. Sebbene gli uomini che avevano subito la corte marziale fossero stati graziati nel 1954, in seguito fu iniziata una campagna per ottenere una piena assoluzione.
Una relazione pubblicata nel 2001 imputava il crollo del 65th ai seguenti fattori: scarsità di ufficiali e sottufficiali, una prassi di rotazione che allontanava capi e soldati esperti nel combattimento, tattiche che portavano a copiose perdite, scarsità di munizioni, problemi di comunicazione tra ufficiali, in gran parte bianchi e anglofoni, e truppa portoricana ispanofona, e morale al ribasso. La relazione rilevò anche pregiudizio nell'indagine contro i portoricani, riportando casi di soldati continentali che non erano stati incriminati dopo aver rifiutato di combattere in circostanze simili, prima e dopo Jackson Heights.

### Crisi dei missili di Cuba

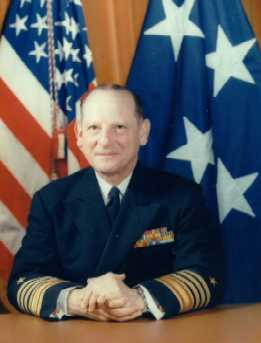
Ammiraglio Horacio Rivero Jr.

La Crisi dei missili di Cuba fu un teso confronto tra Unione Sovietica e Stati Uniti causato dal dispiegamento di missili nucleari a Cuba. Il 22 ottobre 1962 l'ammiraglio Horacio Rivero Jr. era il comandante della flotta americana inviata dal presidente John F. Kennedy per istituire un cordone sanitario (blocco) nei confronti delle navi sovietiche. Il 28 ottobre il Primo ministro sovietico Nikita Chruščëv ordinò che fossero allontanati i missili da Cuba, e Kennedy ordinò la fine del blocco di Cuba il 20 novembre, ponendo termine alla crisi. Rivero in seguito fu ambasciatore USA in Spagna (1972–1975).

### Guerra del Vietnam
Durante la Guerra del Vietnam, circa 48 000 portoricani prestarono servizio nei quattro rami che all'epoca componevano le forze armate. Secondo una relazione del Dipartimento della Difesa, intitolato "Numero dei portoricani che hanno prestato servizio nelle Forze Armate USA durante le emergenze nazionali", il numero totale di caduti portoricani fu 455 e quello dei feriti 3 755. Un totale 17 uomini furono registrati come dispersi in servizio (MIA, nell'acronimo inglese), e fra di loro, l'unico corpo che venne ritrovato fu quello del soldato scelto Humberto Acosta-Rosario.
Cinque portoricani furono insigniti di Medal of Honor per le loro gesta nella Guerra del Vietnam: il sergente Felix M. Conde-Falcon, lo specialista Héctor Santiago Colón, il capitano Eurípides Rubio, il soldato scelto Carlos Lozada, e il capitano Humbert Roque Versace.
Il vice caporale José L. Rivera, il caporale Miguel Rivera-Sotomayor, e il sergente Angel Mendez, appartenenti allo United States Marine Corps, furono insigniti della Navy Cross per le loro azioni. Mendez ottenne la Navy Cross alla memoria il 16 marzo 1967, per aver salvato la vita del suo comandante di plotone, tenente Ronald D. Castille (sarebbe poi divenuto uno dei sette giudici della Corte suprema della Pennsylvania). Il senatore USA Charles Schumer ha consigliato che l'onorificenza di Mendez fosse elevata a Medal of Honor. Un altro soldato pluridecorato nella guerra del Vietnam fu il sergente di prima classe Jorge Otero Barreto originario di Vega Baja (Porto Rico). Ottenne 38 decorazioni, tra cui due Silver Star Medal, cinque Bronze Star Medal con "V" come Valor, quattro Army Commendation Medal, cinque Purple Heart Medal e cinque Air Medal. 

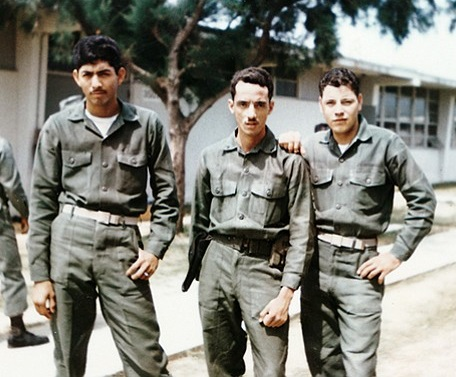
Marines latino-americani in Vietnam, 8 ottobre 1969

Il 22 settembre 2015 andò in onda negli USA il documentario PBS "On Two Fronts: Latinos & Vietnam" della produttrice Mylène Moreno di Souvenir Pictures, Inc. Il documentario ha per oggetto le vicende dei latino-americani in Vietnam.
Vi furono anche altri portoricani che prestarono servizio in Vietnam ed ebbero importanti carriere militari: il maggior generale Salvador E. Felices, il contrammiraglio Diego E. Hernández, il colonnello Héctor Andrés Negroni e il brigadier generale Ruben A. Cubero che nel 1991 fu il primo ispanico a diventare decano di facoltà alla United States Air Force Academy.
Due veterani portoricani del Vietnam svolsero ruoli di spicco nell'amministrazione del presidente George W. Bush. Sono il dottor Richard Carmona, un ex basco verde insignito di due Purple Heart che fu nominato Surgeon General nel marzo 2022, e il maggior generale William A. Navas Jr., insignito di Bronze Star Medal che fu nominato Assistant secretary of the Navy il 6 giugno 2001.

### Operazione El Dorado Canyon
Il 14 aprile 1986, in reazione agli atti di terrorismo sponsorizzati dal leader libico Gheddafi — segnatamente all'attentato alla discoteca di Berlino del 1986 — e contro lo scenario di innalzata tensione e scontri tra le marine militari libica e statunitense nella controversa pretesa territoriale sulle acque del Golfo della Sirte, gli Stati Uniti lanciarono un attacco a sorpresa su strutture fondamentali di Tripoli e altre parti della Libia. Il nome in codice dell'attacco fu Operazione El Dorado Canyon.
Con l'acquiescenza del governo britannico, 24 caccia F-111 decollarono da basi americane in Inghilterra. Attaccando nelle ore antelucane del 15 aprile, i loro principali obiettivi erano 22 aeroporti, campi di addestramento dei terroristi, ed altre installazioni militari. Il capitano Fernando L. Ribas-Dominicci era uno dei piloti che parteciparono all'incursione aerea sulla Libia. Il suo F-111 fu abbattuto sopra il Golfo della Sirte al largo della costa libica. Ribas-Dominicci e il suo ufficiale addetto ai sistemi d'arma, capitano Paul F. Lorence, furono gli unici caduti USA. Gheddafi, preso di mira anche personalmente, rimase illeso, però fu uccisa sua figlia.

### Guerra del Golfo e Operazione Restore Hope

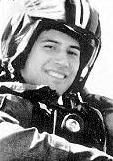
Il capitano Manuel Rivera Jr., (USMC)

Nel 1990 vi erano 1 700 portoricani della Guardia Nazionale tra i ventimila ispanici impiegati in Golfo Persico nelle Operazioni Desert Shield e Desert Storm della Guerra del Golfo. Quattro portoricani persero la vita, tra cui il capitano Manuel Riveira Jr., del Corpo dei Marines, un portoricano del South Bronx, che il 22 gennaio 1991 divenne il primo marine ed anche il primo ispanico a cadere nell'Operazione Desert Shield. Rivera restò ucciso in una missione di supporto nei cieli del Golfo Persico. Il 30 gennaio 1991 la Camera dei rappresentanti USA rese omaggio a Rivera.
In questo periodo Haydee Javier Kimmich, di Cabo Rojo (Porto Rico), divenne la militare ispanica più alta in grado nella Marina USA, avendo raggiunto il grado di captain (O-6). Kimmich fu assegnata al Navy Medical Center di Bethesda, con l'incarico di Chief of Orthopedics, e riorganizzò il relativo ufficio riservisti durante l'Operazione Desert Storm. Nel 1998 fu scelta come donna dell'anno di Porto Rico.
L'Operazione Restore Hope fu un'operazione militare sostenuta dalle Nazioni Unite al fine di fornire aiuti umanitari e ristabilire l'ordine nella nazione africana della Somalia, all'epoca travagliata da grave carestia alimentare, anarchia, e dall'imperversare di numerosi signori della guerra in seguito al crollo del governo marxista di Siad Barre e all'esplodere della Guerra civile somala. Il 30 gennaio 1993 il soldato scelto Domingo Arroyo Jr., un marine portoricano, fu il primo dei 44 soldati americani deceduti nell'operazione. La sua pattuglia, presso Mogadiscio (capitale della Somalia), cadde nell'imboscata 
tesa da forze controllate da signori della guerra somali.

## Campagne del XXI secolo

### Attentati dell'11 settembre
L'11 settembre 2001 il volo United Airlines 93 fu dirottato da quattro membri di Al Qaida nel contesto degli attentati dell'11 settembre. L'obiettivo specifico dei dirottatori era il Campidoglio di Washington. Tra i piloti del 113th Wing della DC Air National Guard disponibili quel giorno erano il tenente colonnello Marc H. Sasseville e il tenente Heather Penney. Fu assegnata loro la missione di trovare il volo United Airlines 93 e distruggerlo. Dato che i loro caccia non erano armati di missili ma portavano munizioni a salve relative ad una recente missione addestrativa, poteva essere necessario che speronassero l'aereo passeggeri. Solo alcune ore dopo avrebbero appreso che United 93 era già precipitato in un campo presso Shanksville (Pennsylvania), uccidendo tutti i 44 occupanti, tra cui i quattro dirottatori.
Nel 2001 Noel Zamot (nativo di Río Piedras, Porto Rico) fu assegnato al Directorate of Operations, United States Space Command, Paterson Air Force Base in Colorado, come Deputy Chief of Operations Integration. Secondo l'United States Air Force, la missione di Zamot come Deputy Chief of Operations all'indomani degli attentati dell'11 settembre era integrare le potenzialità nazionali emergenti in un'operazione antiterrorismo congiunta. Sviluppò concetti di lungo termine per attività di Information Operations e Space Control a favore degli USA, rendendo possibile una reazione di combattimento multi-spettro. Ebbe un ruolo nello sviluppo di sistemi Special Access Program (SAP) e nello sviluppo di nuove potenzialità contro-spazio che diedero luogo ad un'operatività antiterrorismo più efficace in tre zone di combattimento. Quando si congedò dall'Air Force comandava la Test Pilot School nella Edwards Air Force Base.

### Iraq e Afghanistan

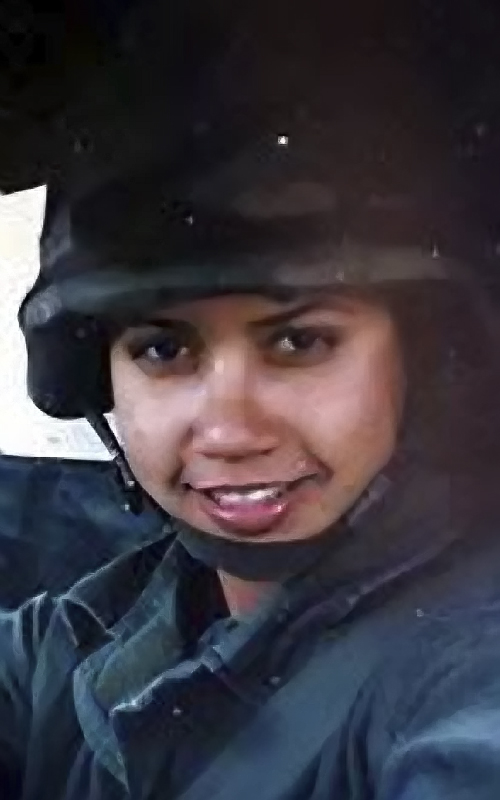
La specialist Lizbeth Robles

Nel XXI secolo, i portoricani hanno partecipato alle campagne militari di Afghanistan e Iraq, in quella che Stati Uniti e relativi alleati chiamano Guerra al terrorismo. Tra i caduti in Iraq si annoverano le prime tre portoricane morte in zona di combattimento estera. Sono le specialist Frances M. Vega, Lizbeth Robles, e Aleina Ramirez Gonzalez. Il 2 novembre 2003 Frances M. Vega fu la prima soldata portoricana nata negli USA a morire in zona di combattimento. Un missile terra-aria scagliato dagli insorgenti a Fallujah colpì l'elicottero da trasporto Chinook su cui volava Vega; fu uno dei 16 soldati che persero la vita nel conseguente schianto. Lizbeth Robles fu la prima soldata portoricana nata sull'isola a morire in Iraq: il suo Humvee fu coinvolto in un incidente. Il 10 luglio 2007 il capitano María Inés Ortiz, assegnata ad un ospedale in una zona chiamata "Zona verde" a Baghdad, fu la prima infermiera portoricana e il primo infermiere dell'esercito a morire nella Guerra d'Iraq dopo che la zona fu investita da un attacco con mortai pesanti. La specialist Hilda Clayton, che era di origini portoricane, era una fotografa di guerra dello U.S. Army che fu uccisa nel 2013 per l'esplosione di un mortaio durante un'esercitazione in Afghanistan; riuscì a fotografare l'esplosione che la uccise, assieme a quattro soldati afgani. La 55th Signal Company intitolò il suo concorso annuale di fotografia di guerra "The Spc. Hilda I. Clayton Best Combat Camera (COMCAM) Competition" in suo onore.

## Monumento del Ricordo
Più di 1 225 portoricani sono morti al servizio degli Stati Uniti. I nomi di coloro che perirono in combattimento sono impressi su El Monumento de la Recordación, che fu disvelato il 19 maggio 1996, e si trova di fronte al Campidoglio di San Juan (Porto Rico).
Nel Veterans Day del 11 novembre 2013 un gruppo in rappresentanza della comunità portoricana in Connecticut depose una composizione floreale sulla tomba di Augusto Rodrigues, che combatté nella Guerra civile americana, riconoscendolo come il primo veterano portoricano delle Forze Armate USA.